# Słubice
Słubice (do 1945 niem. Frankfurt (Oder)-Dammvorstadt) – miasto w województwie lubuskim, siedziba powiatu słubickiego i gminy miejsko-wiejskiej Słubice, w obrębie Lubuskiego Przełomu Odry, nad rzeką Odrą.
Według danych GUS z 31 grudnia 2019 r. Słubice liczyły 16 644 mieszkańców. Wraz z Frankfurtem nad Odrą, którego część stanowiło do 1945, tworzy aglomerację transgraniczną liczącą ok. 80 tys. mieszkańców. Jest to ośrodek akademicki – siedziba Collegium Polonicum.
Znajduje się tu historyczny stadion SOSiR oraz inne atrakcje turystyczne, między innymi cmentarz żydowski – jeden z najstarszych w Europie, pierwsza wzmianka o nim pochodzi z 1399 r., zabytki architektury, ścieżka rowerowa na Promenadzie Nadodrzańskiej, szlaki turystyczne, oraz rezerwat przyrody i wiele innych. Część miasta objęta jest obszarem Kostrzyńsko-Słubickiej Specjalnej Strefy Ekonomicznej, należy ono również do Euroregionu Pro Europa Viadrina. Słubice były ponadto członkiem Związku Miast Polskich, jednak zostały z niego wyprowadzone przez burmistrza Tomasza Ciszewicza.

## Geografia
Położenie
Miasto położone jest przy granicy z Niemcami nad rzeką Odrą przy drogach krajowych nr 29 oraz nr 31, w odległości 70 km od Berlina, 80 km od Gorzowa Wlkp., 87 km od Zielonej Góry, 150 km od Szczecina, 180 km od Poznania, 249 km od Wrocławia i 490 km od Warszawy. Na południe od Słubic przechodzi autostrada A2. Miasto położone jest między Pradoliną Warszawsko-Berlińską a Pradoliną Toruńsko-Eberswaldzką, na Pojezierzu Lubuskim i w dolinie Odry Środkowej.
Słubice leżą w historycznej ziemi lubuskiej.
W latach 1975–1998 miasto administracyjnie należało do woj. gorzowskiego.
Osiedla mieszkalne Słubic:
Folwarczne, Grzybowe, Kochanowskiego, Komes, Kopernika, Krasińskiego, Królów Polskich, Leśne, Mała Moskwa (w tym Świerkowe), Nadodrze, Paderewskiego, Sady, Słowiańskie, Transportowa, Witosa, Wimar, Wojska Polskiego, Zielone Wzgórza. Do strefy podmiejskiej zaliczają się Kunowice, Nowy Lubusz i Świecko.
Okoliczne wsie: Drzecin, Golice, Kolonia Lubusz, Kunice, Lisów, Nowe Biskupice, Pławidło, Rybocice, Stare Biskupice, Starków, Sułów, Sułówek, Zielony Bór.
Struktura użytkowania gruntów
| Rodzaj użytku     | powierzchnia [ha] | Udział w pow. miasta [%] |
| ----------------- | ----------------- | ------------------------ |
| Użytki rolne      | 1129              | 58,8                     |
| Grunty zabudowane | 485               | 25,26                    |
| Grunty leśne      | 168               | 8,75                     |
| Nieużytki         | 73                | 3,8                      |
| Grunty pod wodami | 56                | 2,92                     |
| Tereny różne      | 9                 | 0,47                     |

Według danych z 1 stycznia 2009 powierzchnia miasta wynosiła 19,2 km².
Gleby
We wschodniej części miasta i okolic występują głównie gleby typu bielicowego, utworzonych z piasków i glin zwałowych, natomiast w części północnej i południowej występują mady ilaste i gleby typu bagiennego.

## Nazwa miasta
Geneza nazwy Słubice wywołuje wiele sporów. Niektórzy wywodzą nazwę od plemienia Słupian, zajmującego obszar między Sprewą a Odrą. W dokumencie z 992 wymieniona została między innymi Zulbica. Według innych źródeł historycznych po prawej stronie Odry leżała w średniowieczu osada Zbiwitz, Zbirwitz lub Zliwitz. Nazwę Słubice można też wywieść od wyrazów słub, słup.
Do 1945 r. miasto stanowiło część Frankfurtu noszącą nazwę Dammvorstadt. Nazwa ta nie jest obecnie używana przez Niemców. Określając polską część transgranicznej aglomeracji, używają oni polskiej nazwy urzędowej bądź upraszczają ją do postaci Slubice (wymawianej ['slʊbɪtsə]). Nazwa ta stosowana jest również w języku oficjalnym, przykładowo na stronie internetowej miasta Frankfurt nad Odrą, a jedna z tamtejszych ulic nosi nazwę Slubicer Straße.
W 1946 r. nadano urzędowo polską nazwę Słubice.
W dwudziestoleciu międzywojennym i zaraz po II wojnie światowej nazwa Słubice albo Słubice nad Odrą mogła odnosić się również do lewobrzeżnej części lub do całości, jednak ostatecznie nigdy nie została przypisana Frankfurtowi nad Odrą.

## Historia

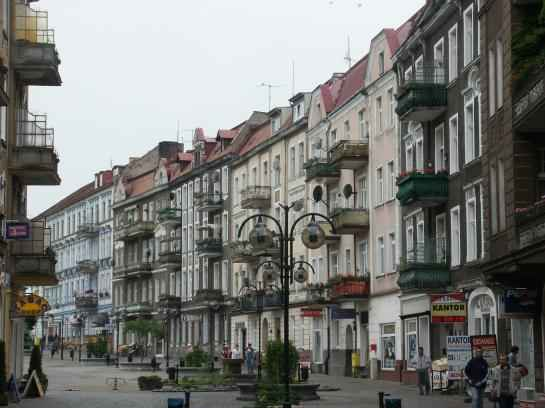
Deptak Jedności Robotniczej – tzw. „Starówka”

Swój początek Frankfurt nad Odrą wraz ze Słubicami mają w XIII wieku, pierwsza wzmianka mówi o osadzie handlowej nad Odrą, której w 1225 r. Henryk I Brodaty miał nadać przywilej targowy i rzekomo prawo składu. W 1253 r. osada otrzymuje prawa miejskie, a w dokumencie widnieje nazwa Vrankenvorde, później Frankfurt nad Odrą. Od tego czasu do 1945 r. prawobrzeże stanowiło część Frankfurtu nad Odrą pod nazwą Dammvorstadt (dosł. Przedmieście na wale). Po wybuchu wojny o przynależność regionu, w 1319, miasto i region objął książę wołogoski Warcisław IV, a w 1324 ostatecznie przypadły one Wittelsbachom, stanowiąc część Brandenburgii. W 1326 w okolice miasta dotarł najazd polsko-litewski.
Po okresie rządów Wittelsbachów, w 1373 r. Elektorat Brandenburgii i leżący na jego terenie Frankfurt nad Odrą (w tym także teren dzisiejszych Słubic) dzięki staraniom cesarza rzymskiego i króla czeskiego Karola IV, stał się częścią Korony Królestwa Czech. Okres panowania czeskiego trwał 42 lata i skończył się w 1415 r., kiedy to król rzymski i węgierski oraz namiestnik Królestwa Czeskiego Zygmunt Luksemburski podarował Brandenburgię dynastii Hohenzollernów, którzy rządzili nią aż do końca I wojny światowej. Z 1399 pochodzi pierwsza pisemna wzmianka na temat miejscowego cmentarza żydowskiego, co czyni go najstarszym nadal istniejącym cmentarzem żydowskim w Europie Środkowo-Wschodniej. Według przypuszczeń cmentarz mógł zostać uruchomiony nawet 100 lat przed jego najstarszą, zachowaną wzmianką.
W 1749 w przedwojennych Słubicach powstało najstarsze przedsiębiorstwo przemysłowe Frankfurtu nad Odrą, czyli fabryka towarów z pszczelego wosku, oraz bielnik wosku. W latach 1777–1945 firmę prowadziła rodzina Harttungów. W 1769 do użytku oddano okazałą fabrykę jedwabiu, przebudowaną później na budynek mieszkalny. Wśród lokatorów budynku był m.in. późniejszy prezydent Reichstagu i pierwszy przewodniczący Reichsgericht w Lipsku Eduard von Simson.
W 1785 większość obszaru dzisiejszych Słubic znalazła się pod wodą wskutek wiosennej powodzi roztopowej. Jedyną śmiertelną ofiarą tamtych dni był siostrzeniec króla Fryderyka Wielkiego i komendant garnizonu Frankfurt nad Odrą książę Leopold von Braunschweig-Wolfenbüttel, zwany potocznie Leopoldem Brunszwickim. 1 sierpnia 1787 odsłonięto pomnik księcia Leopolda i był to najstarszy pomnik w historii całego Frankfurtu nad Odrą.
W 1811 na tzw. Wzgórzach Żydowskich otwarto cmentarz miejski (Frankfurter Dammvorstadt-Friedhof), który od zakończenia wojny funkcjonuje jako cmentarz komunalny w Słubicach. II połowa XIX wieku to rozkwit przemysłu, wtedy to swoją działalność rozwinęły m.in. fabryka broni Wilhelma Collatha i Georga Teschnera (dzisiejszy teren sklepu Biedronka przy ul. Kościuszki), a także odlewnia żelaza A. Guttmanna (dzisiejszy teren Galerii Prima).
23 stycznia 1898 r. ruszyła sieć tramwajowa we Frankfurcie nad Odrą, która przez most na Odrze docierała także do części prawobrzeżnej, czyli dzisiejszych Słubic. W latach 1914–1927 pod kierunkiem Otto Morgenschweisa wybudowano Stadion SOSiR (ówcześnie Ostmarkstadion) przez rosyjskich jeńców wojennych pojmanych podczas I wojny światowej, wzniesiony na podstawie planów Grunewaldstadion w Berlinie. W dniach 4–7 lipca 1930 na stadionie odbyły się 24. Brandenburskie Zawody Gimnastyczne (24. Brandenburgisches Kreisturnfest), które przyniosły rekord frekwencji na obiekcie.
9 stycznia 1919 powstańcy wielkopolscy mieli rzekomo dokonać nalotu odwetowego z lotniska Ławica na lotnisko wojskowe w prawobrzeżnej części Frankfurtu nad Odrą (tak wg książki Kazimierza Sławińskiego „Ławica – poznańskie lotnisko” z 1975 r. oraz publikacji powołujących się na tę książkę). Informacji tych nigdy nie potwierdziły ani Centralne Archiwum Wojskowe ani Instytut Pamięci Narodowej. Mit o rzekomym nalocie zdementowały już Muzeum Powstania Wielkopolskiego w Poznaniu i Towarzystwo Historyczne we Frankfurcie nad Odrą. Według najnowszych ustaleń naukowych, m.in. dra Mariusza Niestrawskiego (autora książki „Polskie wojska lotnicze w okresie walk o granice Państwa Polskiego (1918–1921)” z 2017 r.) i dra Marka Rezlera (współautora „Encyklopedii powstania wielkopolskiego” z 2018 r.) jest to jedynie legenda i do rzekomego nalotu nigdy nie doszło. Pilot Wiktor Pniewski faktycznie był jednym ze zdobywców lotniska wojskowego Ławica pod Poznaniem i groził Niemcom nalotem odwetowym na Frankfurt nad Odrą, jednak wbrew słowom Sławińskiego, groźby nalotu odwetowego nigdy nie spełniono, w żadnym z zachowanych polskich czy niemieckich raportów wojskowych z 1919 r. nie ma ani jednej wzmianki o rzekomym nalocie na lotnisko wojskowe we Frankfurcie nad Odrą, a także żadna polska czy niemiecka gazeta sprzed 1975 r. nie wspominała o takim zdarzeniu. W PRL-owskich źródłach pisano o rzekomym wzięciu sześciu 25-kilowych bomb (czyli razem 150 kg), mimo że udźwig samolotów LVG C.V wynosi połowę mniej.
26 stycznia 1945 Frankfurt nad Odrą został ogłoszony twierdzą (Festung Frankfurt (Oder)), jednak teren dzisiejszych Słubic nie uległ praktycznie wojennym zniszczeniom. W lutym 1945 ludność cywilna została ewakuowana, a 19 kwietnia 1945 niemieccy żołnierze wysadzili w powietrze kamienny most na Odrze. Walki w mieście trwały do 20 kwietnia. Poległo w nich ponad 100 żołnierzy 11 korpusu pancernego gwardii 1 Frontu Białoruskiego i 7 Wojska Polskiego (ku ich czci 22 lipca 1949 r. odsłonięto Pomnik Zwycięstwa i Braterstwa Broni na pl. Bohaterów).

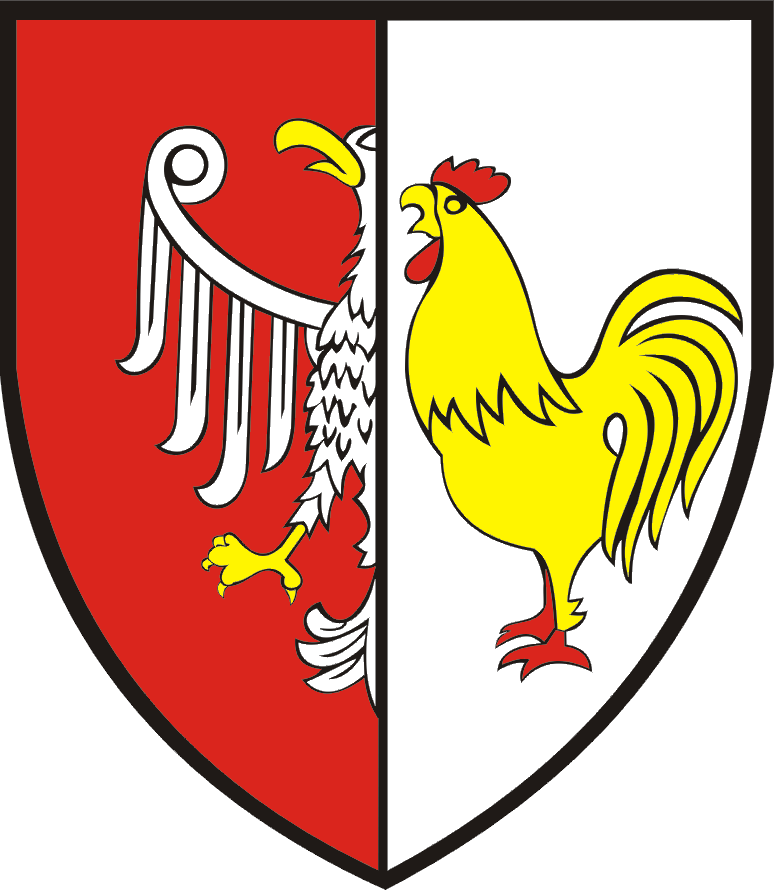
Herb Słubic obowiązujący od 1945 do 2006 r.

Od 1945 r. Słubice funkcjonują jako samodzielne miasto pod administracją polską. Pierwszym burmistrzem został Henryk Jastrzębski, zaś pierwszym kapłanem Maximilian Loboda – niemiecki ksiądz polskiego pochodzenia z parafii Świętego Krzyża we Frankfurcie nad Odrą. Od sierpnia 1945 do stycznia 1946 komendantem wojennym miasta był ppor. Józef Krupa. W 1950 r. Słubice stały się stolicą powiatu rzepińskiego, przekształconego w 1959 r. w powiat słubicki.

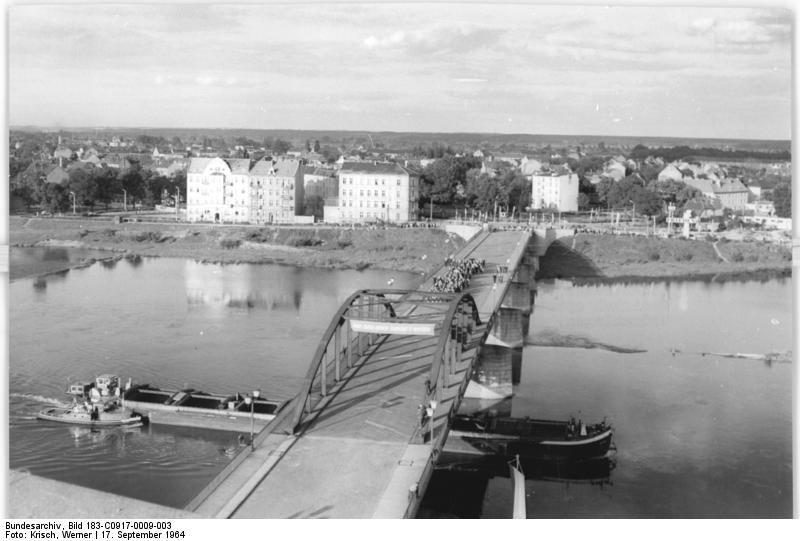
Słubice w 1964 r.

W 1972 r. Słubice rozpoczęły współpracę z Frankfurtem nad Odrą, otwarto wtedy przejście graniczne. Trzy lata później, w 1975, w ramach reformy administracyjnej kraju wprowadzającej dwustopniowy podział administracyjny, zlikwidowano powiat, a utworzono Urząd Miasta i Gminy (UMiG). W 1981 w budynku Słubickiego Miejskiego Ośrodka Kultury (SMOK) otwarto „Galerię Prowincjonalną”, której twórcą i kuratorem w latach 1980–2002 był laureat Paszportu „Polityki”, Ryszard Górecki. Obecnie w jej miejscu funkcjonuje galeria „OKNO” prowadzona przez Annę Panek-Kusz. W 1987 r. miasto zdobyło tytuł Mistrza Gospodarności.
W 1993 r. po raz pierwszy zwołano sesję dwóch miast jednocześnie – Frankfurtu nad Odrą i Słubic. Tego samego roku otwarto wysypisko odpadów komunalnych w pobliskich Kunowicach.

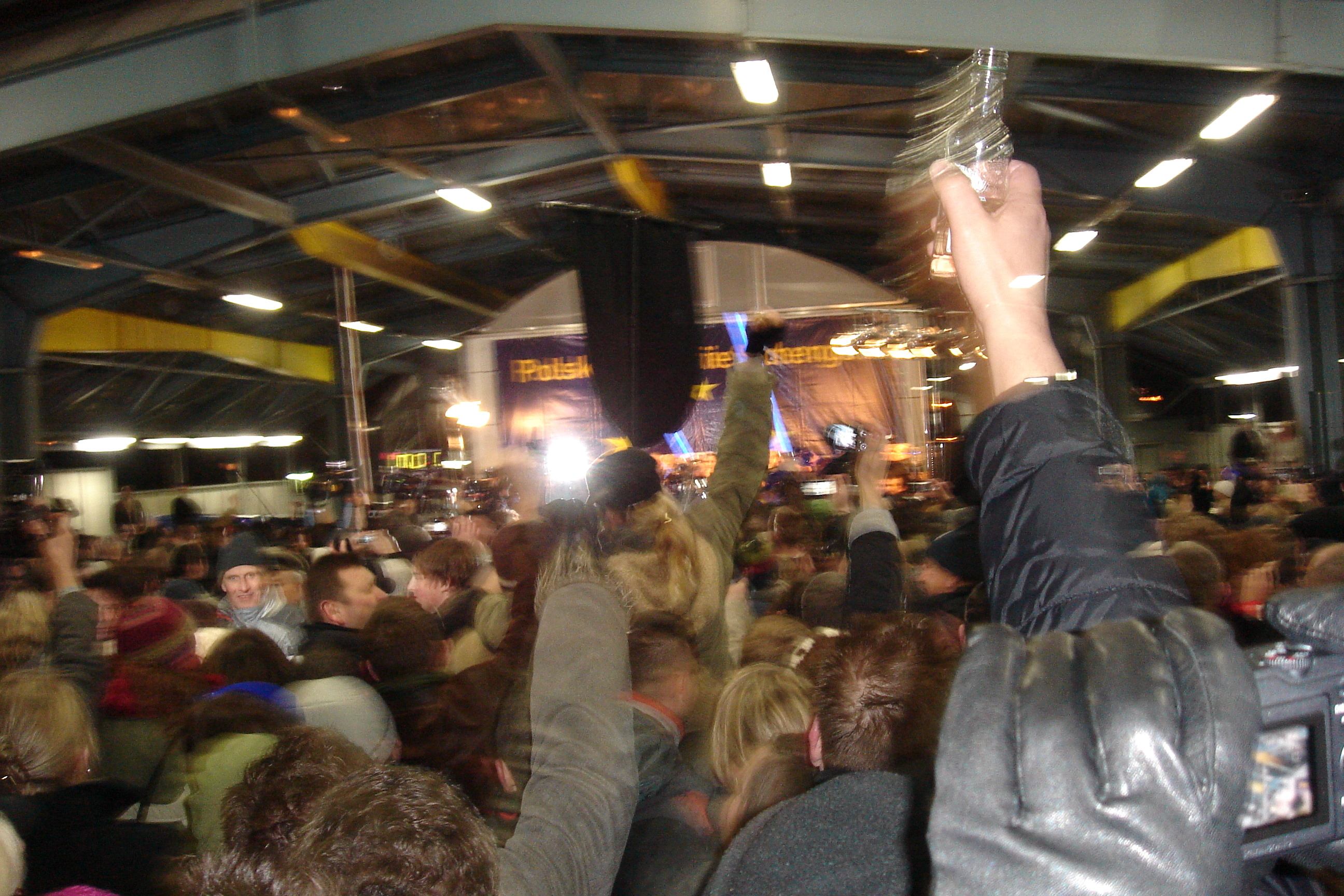
21.12.2007 r. – radość tłumów na moście granicznym po wejściu Polski do strefy Schengen

W 1994 r. rozpoczęto budowę domów akademickich („Amicus”, „Arcadia”, „Gaudium”, „Juventa”, „Sapientia”, dom doktoranta), a w 1995 r. rozpoczęto budowę Collegium Polonicum. W 1996 otwarto oczyszczalnię ścieków. W 1997 r. utworzono Kostrzyńsko-Słubicką Specjalną Strefę Ekonomiczną (K-SSSE). Tego samego roku Frankfurt i Słubice broniły się przed powodzią tysiąclecia. W 1998 otwarto Collegium Polonicum, natomiast w 1999 r., w ramach reformy administracyjnej kraju przywracającej trzystopniową strukturę podziału terytorialnego, ponownie utworzono powiat słubicki. W 2006 rozpoczęto budowę domu akademickiego „Forum”, a w 2008 r. w SMOK-u otwarto nową salę kinową.

## Przynależność polityczno-administracyjna
Przynależność polityczno-administracyjna (podkreślenie – następująca zmiana):
- Przed 1120: przynależność sporna z powodu braku zachowanych źródeł pisanych
- 1120–1138: Monarchia wczesnopiastowska, ziemia lubuska (przynależność bezpośrednia, bez zwierzchności lennej)
- 1138–1146: Księstwo śląskie, ziemia lubuska jako dzielnica Władysława II Wygnańca
- 1146–1163: Księstwo śląskie, ziemia lubuska jako dzielnica Bolesława IV Kędzierzawego
- 1163–1201: Księstwo śląskie, ziemia lubuska jako dzielnica Bolesława I Wysokiego
- 1201–1206: Księstwo śląskie Henryka I Brodatego, ziemia lubuska
- 1206–1209: Księstwo wielkopolskie Władysława III Laskonogiego, ziemia lubuska
- 1209–1210: Marchia Dolnołużycka Konrada II Wettyna
- 1211–1218: Księstwo śląskie Henryka I Brodatego, ziemia lubuska
- 1218–1225: Księstwo wielkopolskie Władysława III Laskonogiego, ziemia lubuska
- 1225–1230: Święte Cesarstwo Rzymskie, Marchia Brandenburska
- 1230–1238: Księstwo śląskie Henryka I Brodatego, ziemia lubuska
- 1239–1241: Księstwo śląskie Henryka II Pobożnego, ziemia lubuska
- 1241–1242: Księstwo lubuskie (wydzielone z księstwa śląskiego), pod rządami Mieszka Lubuskiego
- 1243–1248: Księstwo śląskie, ziemia lubuska jako dzielnica Bolesława II Rogatki
- 1250–1252: Ziemia lubuska jako kondominium margrabiego Brandenburgii Ottona III i arcybiskupa magdeburskiego Wilbranda von Käfernburga
- 1252–1319: Święte Cesarstwo Rzymskie, Marchia Brandenburska (dyn. Askańczyków), prowincja Nowa Marchia, od 1253 r. miasto Frankfurt nad Odrą, przedmieście na prawym brzegu Odry pod różnymi nazwami (m.in. „Über die Oder”)
- 1319–1324: Święte Cesarstwo Rzymskie, Księstwo pomorskie (dyn. Gryfitów)[16]
- 1324–1373: Święte Cesarstwo Rzymskie, Marchia Brandenburska (dyn. Wittelsbachów), prowincja Nowa Marchia, miasto Frankfurt nad Odrą, przedmieście na prawym brzegu Odry pod różnymi nazwami (m.in. „Über die Oder”)
- 1373–1415: Święte Cesarstwo Rzymskie, Kraje Korony Czeskiej (dyn. Luksemburczyków), Marchia Brandenburska, prowincja Nowa Marchia, miasto Frankfurt nad Odrą, przedmieście na prawym brzegu Odry pod różnymi nazwami (m.in. „Über die Oder”)
- 1415–1618: Święte Cesarstwo Rzymskie, Marchia Brandenburska (dyn. Hohenzollernów), prowincja Nowa Marchia, miasto Frankfurt nad Odrą, przedmieście na prawym brzegu Odry pod różnymi nazwami (m.in. „Über die Oder”)
- 1618–1701: Święte Cesarstwo Rzymskie, Brandenburgia-Prusy (dyn. Hohenzollernów), Marchia Brandenburska, prowincja Nowa Marchia, miasto Frankfurt nad Odrą, przedmieście Gartenstadt, potem Dammvorstadt
- 1701–1806: Święte Cesarstwo Rzymskie, Królestwo Prus (dyn. Hohenzollernów), prowincja Nowa Marchia, miasto Frankfurt nad Odrą, przedmieście Dammvorstadt
- 1806–1815: Królestwo Prus (dyn. Hohenzollernów), prowincja Nowa Marchia, miasto Frankfurt nad Odrą, przedmieście Dammvorstadt
- 1815–1866: Związek Niemiecki, Królestwo Prus (dyn. Hohenzollernów), prowincja Brandenburgia, rejencja frankfurcka, Nowa Marchia, miasto Frankfurt nad Odrą, przedmieście Dammvorstadt
- 1866–1867: Królestwo Prus (dyn. Hohenzollernów), prowincja Brandenburgia, rejencja frankfurcka, Nowa Marchia, miasto Frankfurt nad Odrą, przedmieście Dammvorstadt
- 1867–1871: Związek Północnoniemiecki, Królestwo Prus (dyn. Hohenzollernów), prowincja Brandenburgia, rejencja frankfurcka, Nowa Marchia, miasto Frankfurt nad Odrą, przedmieście Dammvorstadt
- 1871–1918: Cesarstwo Niemieckie (II Rzesza Niemiecka), Królestwo Prus, prowincja Brandenburgia, rejencja frankfurcka, Nowa Marchia, miasto Frankfurt nad Odrą, przedmieście Dammvorstadt
- 1919–1933: Republika Weimarska, kraj związkowy Prusy, prowincja Brandenburgia, rejencja frankfurcka, Nowa Marchia, miasto Frankfurt nad Odrą, przedmieście Dammvorstadt
- 1933–1945: III Rzesza Niemiecka, Marchia Brandenburska, rejencja frankfurcka, Nowa Marchia, miasto Frankfurt nad Odrą, przedmieście Dammvorstadt
- 1945: Rzeczpospolita Polska, Ziemie Odzyskane, okręg Pomorze Zachodnie, miasto Słubice (nad Odrą)
- 1945–1946: Rzeczpospolita Polska, województwo poznańskie, powiat rypiński, miasto Słubice
- 1946: Rzeczpospolita Polska, województwo poznańskie, powiat rzepiński, miasto Słubice
- 1946–1950: Rzeczpospolita Polska, województwo poznańskie, powiat rzepiński, gmina Słubice, miasto Słubice
- 1950–1952: Rzeczpospolita Polska, województwo zielonogórskie, powiat rzepiński, gmina Słubice, miasto Słubice
- 1952–1954: Polska Rzeczpospolita Ludowa, województwo zielonogórskie, powiat rzepiński, gmina Słubice, miasto Słubice
- 1954–1957: Polska Rzeczpospolita Ludowa, województwo zielonogórskie, powiat rzepiński, gromada Kunowice, miasto Słubice
- 1958: Polska Rzeczpospolita Ludowa, województwo zielonogórskie, powiat rzepiński, gromada Słubice, miasto Słubice
- 1959–1972: Polska Rzeczpospolita Ludowa, województwo zielonogórskie, powiat słubicki, gromada Słubice, miasto Słubice
- 1973–1975: Polska Rzeczpospolita Ludowa, województwo zielonogórskie, powiat słubicki, gmina Słubice, miasto Słubice
- 1975–1989: Polska Rzeczpospolita Ludowa, województwo gorzowskie, gmina Słubice, miasto Słubice
- 1989–1998: Rzeczpospolita Polska, województwo gorzowskie, gmina Słubice, miasto Słubice
- 1999–teraz: Rzeczpospolita Polska, województwo lubuskie, powiat słubicki, gmina Słubice, miasto Słubice

## Zabytki

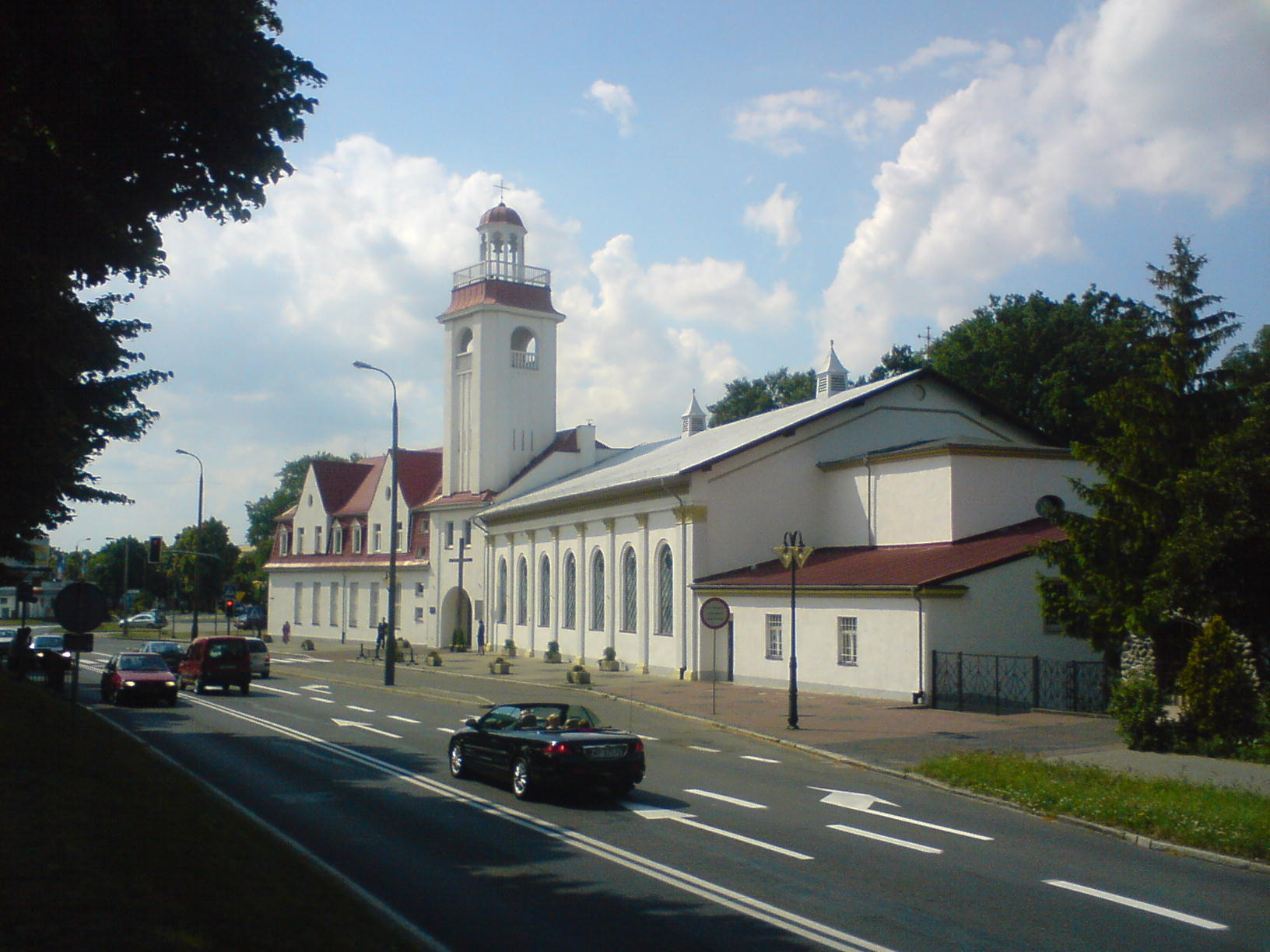
Kościół NMP Królowej Polski z 1775 r.

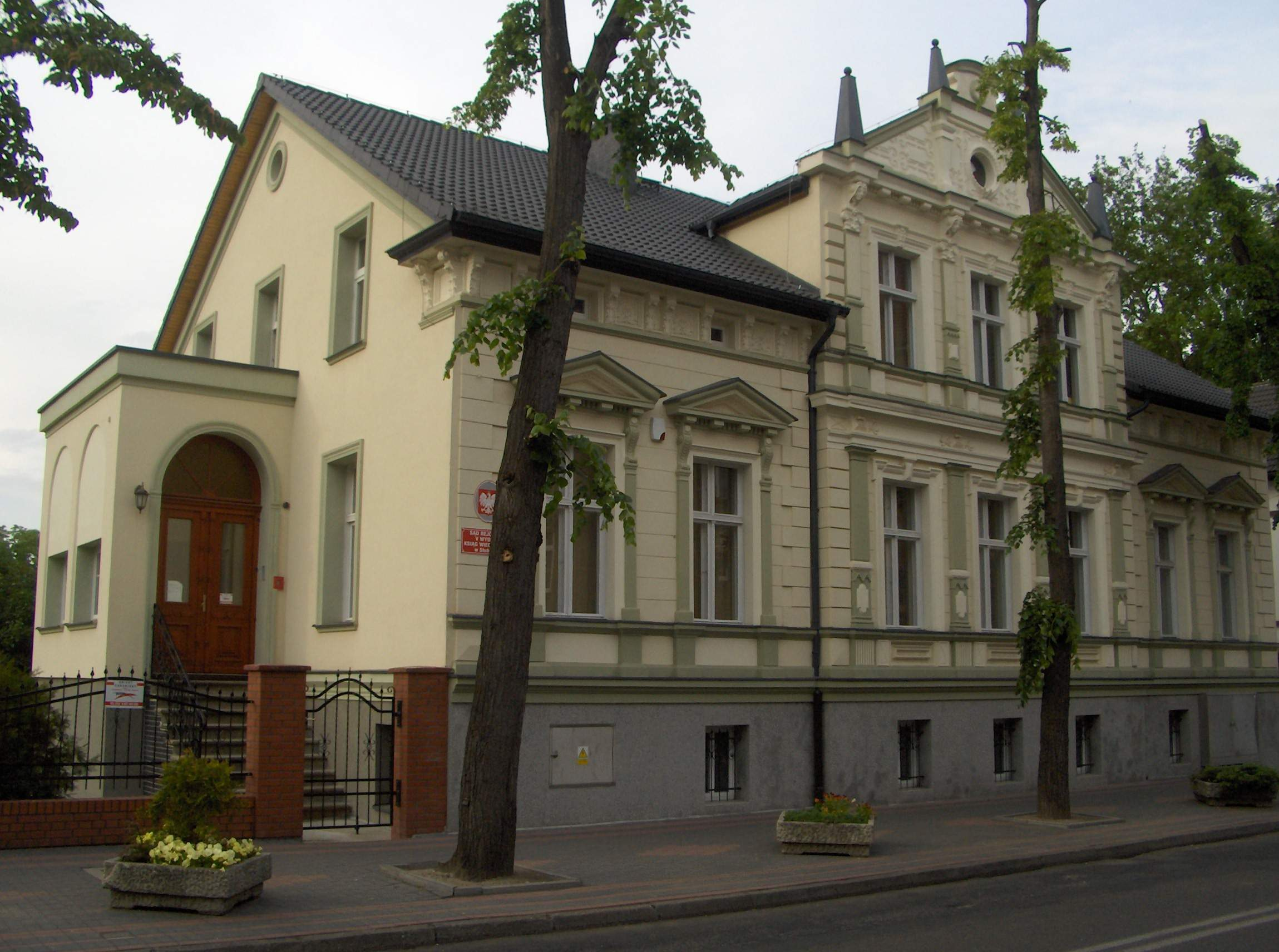
Pałacyk przy ul. Mickiewicza 3

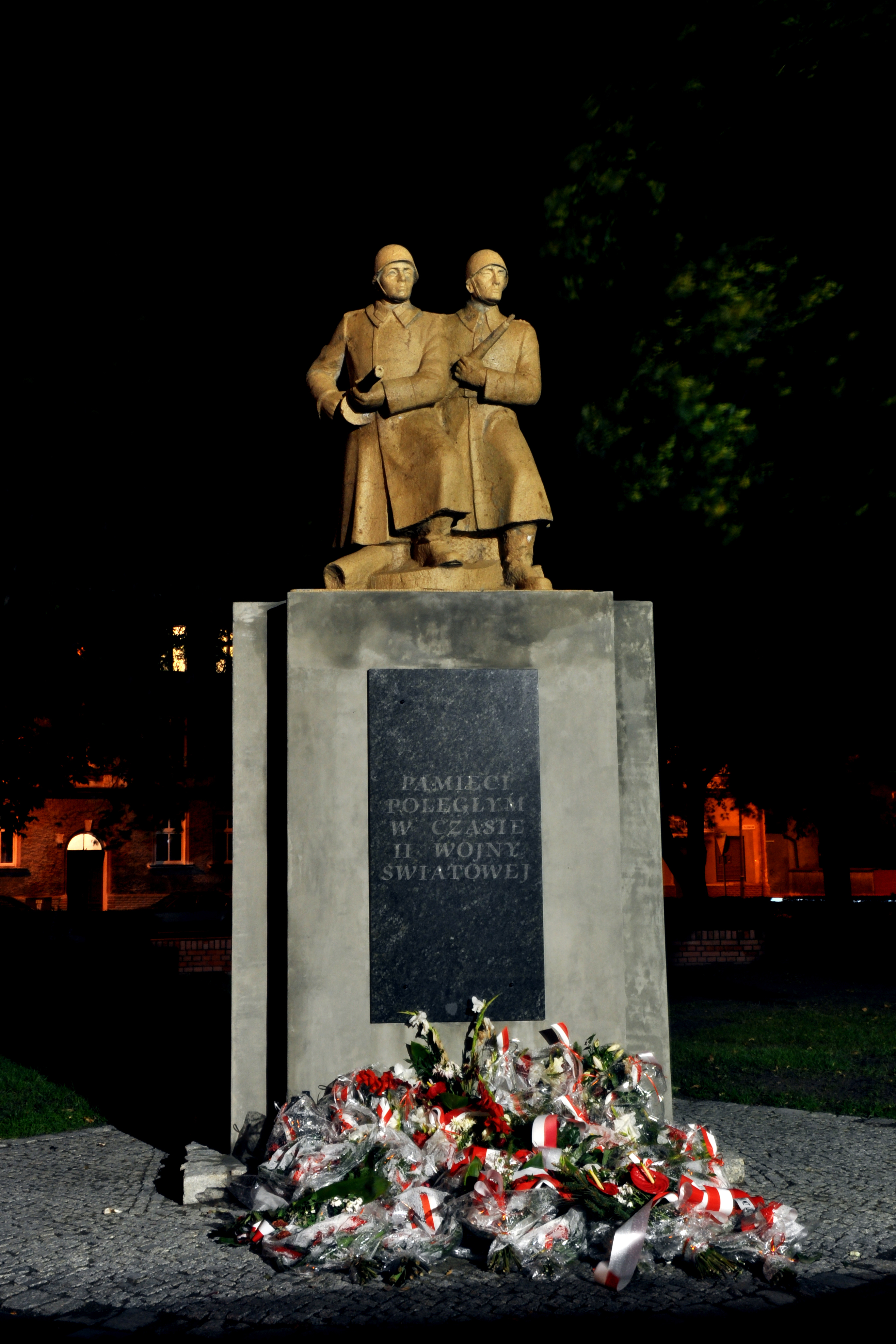
Nowy Pomnik Bohaterów w Słubicach

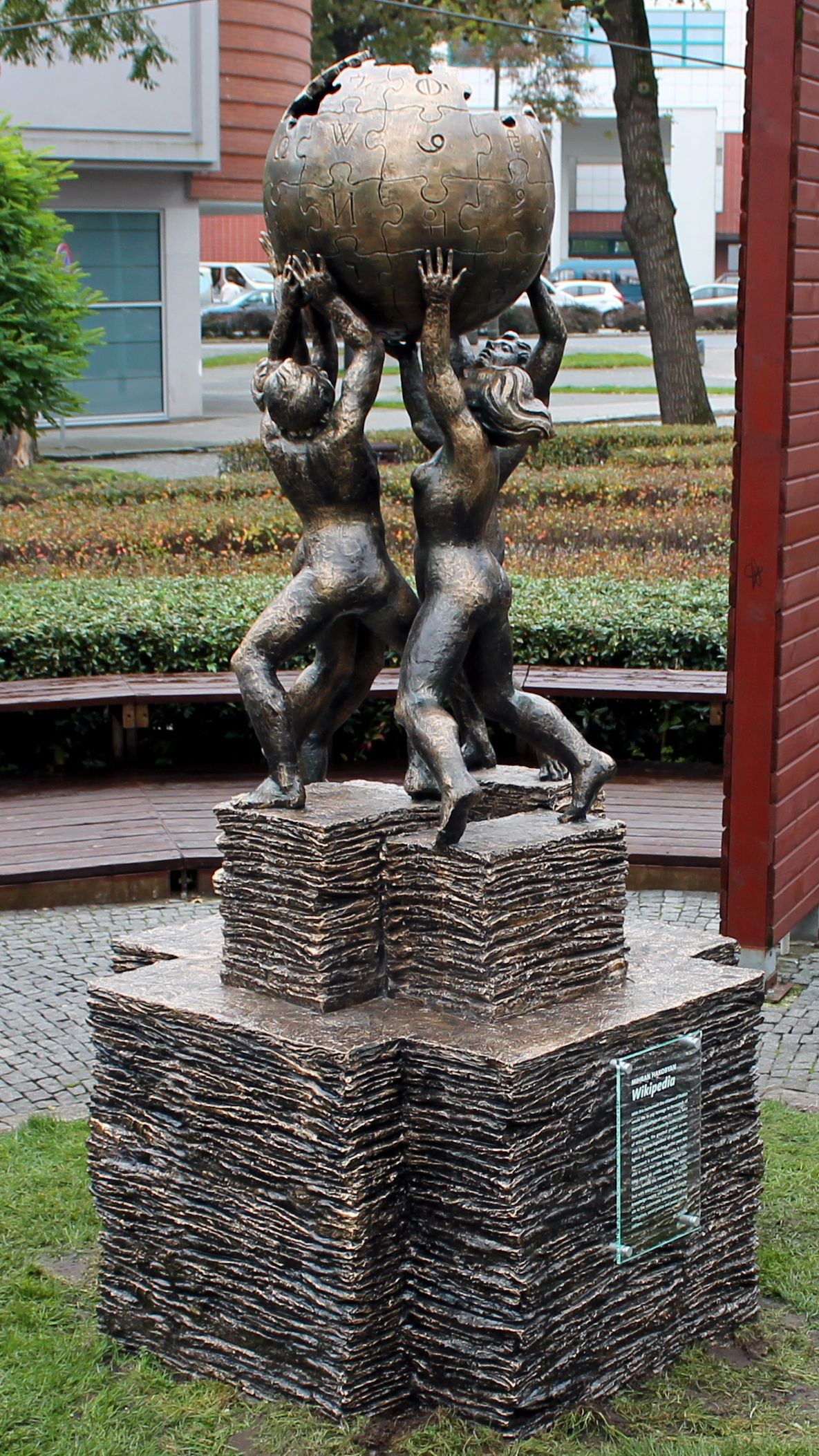
Pomnik Wikipedii

Według listy Narodowego Instytutu Dziedzictwa do rejestru zabytków wpisane są:
- budynek Szkoły Podstawowej nr 1 przy ul. Wojska Polskiego 1 z 1893 r.;
- elewacja frontowa byłego kina „Piast” przy ul. Jedności Robotniczej 9–10, wzniesionego w 1924 r. w stylu ekspresjonizmu z elementami art déco[34] pod nazwą Filmpalast Friedrichstraße, obecnie opuszczony;
- cmentarz żydowski w Słubicach przy ul. Transportowej, wzmiankowany od 1399 r.[35][36];
- Stadion SOSiR przy ul. Sportowej 1, wzniesiony w latach 1914–1927 jako Ostmarkstadion, błędnie nazywany „stadionem olimpijskim” lub „wschodniomarchijskim”[37];

Inne zabytki, chronologicznie, według daty powstania:
- kościół NMP Królowej Polski przy ul. 1 Maja, wybudowany w 1775 r. jako dom strzelecki (Schützenhaus);
- kamienice z XIX i początku XX wieku;
- budynek „Czerwonego Folwarku” z XVIII w. przy ul. Folwarcznej, do 1945 r. pod nazwą Rotvorwerk;
- pałacyk przy ul. Mickiewicza 3, wzniesiony ok. 1900 r. dla posiadacza dóbr rycerskich M. Herrgutha; siedziba Powiatowego Urzędu Pracy
- neoklasycystyczna willa z XIX w. przy ul. 1 Maja 12, wzniesiona jako willa Deckera, siedziba Banku Pekao od 1951 do 2014 r. (opuszczona);
- „Jedynka” zwana potocznie „ratuszem” z końca XVIII w. przy ul. Seelowskiej (dawniej Gospoda pod Siedmioma Szwabami, następnie szkoła, aktualnie handlowa Galeria Jedynka);
- budynek dawnego kasyna oficerskiego przy ul. Mickiewicza 11, wzniesionego ok. 1890 r.;
- budynek Katolickiego Centrum Studenckiego przy pl. Jana Pawła II 1, wzniesiony w latach 1912–1913 jako łaźnia miejska Marienbad III;
- budynek pokoszarowy z ok. 1912 r. – była siedziba Straży Granicznej przy ul. Konstytucji 3 Maja; obecnie budynek mieszkalny;
- willa z początku XX w. przy ul 1. Maja 24;
- willa z lat 20. XX w. przy ul. Mickiewicza 7 (opuszczona).

Obiekty historyczne (już nieistniejące), które znajdowały się w prawobrzeżnej części Frankfurtu nad Odrą i nie przetrwały II wojny światowej:
- pomnik Leopolda odsłonięty 1 sierpnia 1787 r. (zdemontowany w 1945 r.)
- wieża Kleista zbudowana w latach 1891–1892 (wysadzona przez Niemców 20 lutego 1945 r.)
- kamienny most na Odrze z 1895 r. (wysadzony przez Niemców 19 kwietnia 1945 r.)
- wieża Bismarcka wzniesiona z 1901 r. (wysadzona przez Niemców 20 lutego 1945 r.)

Obiekty historyczne, które przetrwały II wojnę światową, istniały w Słubicach i zostały wyburzone po 1945 r.:
- kamienica tzw. apteka Victorii z początku XX wieku (częściowo spłonęła w 1945 r. i ostatecznie wyburzona po wojnie)
- fabryka jedwabiu z 1769 r. (wyburzona w 1952 r.)
- dom mieszkalny przy ul. 1 Maja 14, wzniesiony ok. 1830 r. (wyburzony w grudniu 2012 r.)
- willa z lat 20. XX w. przy ul. 1 Maja 15; dawna siedziba przedszkola „Pinokio” (wyburzona w lutym 2020 r.[38]);

Przez miasto przebiega polski odcinek drogi św. Jakuba, czyli Camino Polaco.
30 maja 2012 uroczyście otwarto też „Ścieżkę edukacyjną po historycznych miejscach Słubic”, czyli sieć 12 polsko-niemieckich tablic informacyjnych. Tablice zawisły w miejscach, tj. m.in.:
- dom doktoranta przy ul. Akademickiej 2 (dawna fabryka wosku i obóz specjalny NKWD nr 6);
- DS „Forum” przy ul. Piłsudskiego 18 (dawne koszary wojskowe);
- Katolickie Centrum Studenckie przy Placu Jana Pawła II 1 (dawna łaźnia Marienbad III);
- biblioteka miejska przy ul. Jedności Robotniczej 18 (historia ulicy);
- budynek sądu przy ul. Mickiewicza 3 (historia ulicy i dawny pomnik księcia Leopolda Brunszwickiego);
- Collegium Polonicum przy ul. Kościuszki 1 (m.in. dawna fabryka jedwabiu);
- Galeria „Prima” przy ul. Daszyńskiego 1 (dawna odlewnia żelaza A. Gutmann, hotel Polonia);
- stadion SOSiR przy ul. Sportowej 1, powstały w latach 1914–1927;
- cmentarz komunalny przy ul. Sportowej 2, otwarty w maju 1814 r.

Na Placu Frankfurckim odsłonięto w październiku 2014 r. pierwszy na świecie pomnik Wikipedii.

## Demografia
Według danych z 31 grudnia 2019 r. miasto Słubice zamieszkiwało 16 644 mieszkańców. Gminę zamieszkiwało 20 071 mieszkańców. Dodatkowo według danych z 2015 r. na terenie miasta przebywało ok. tysiąc osób. Liczba cudzoziemców w mieście to 668 osób, głównie Niemcy i Ukraińcy.
Źródło: 
- Piramida wieku mieszkańców Słubic[43].

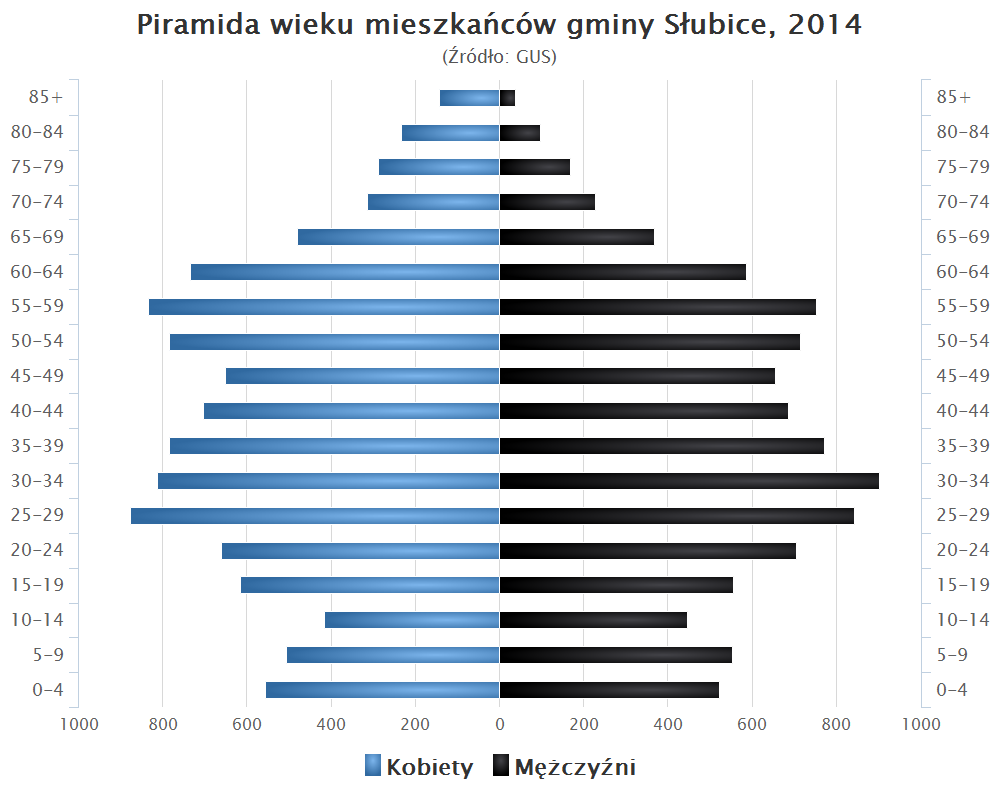

## Gospodarka

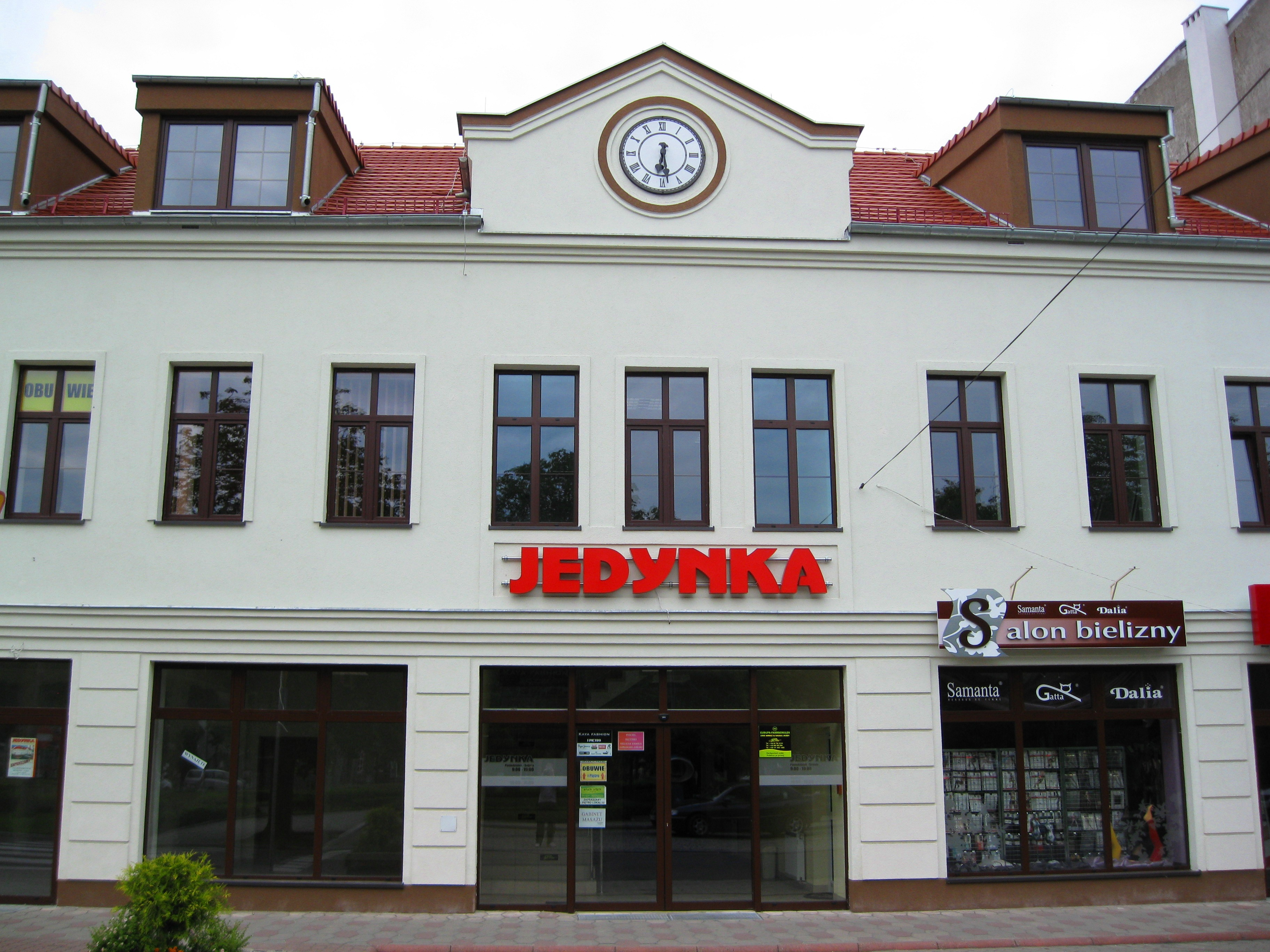
Galeria handlowa „Jedynka” zwana „ratuszem” przy Placu Przyjaźni (dawniej budynek Szkoły Podstawowej nr 1)

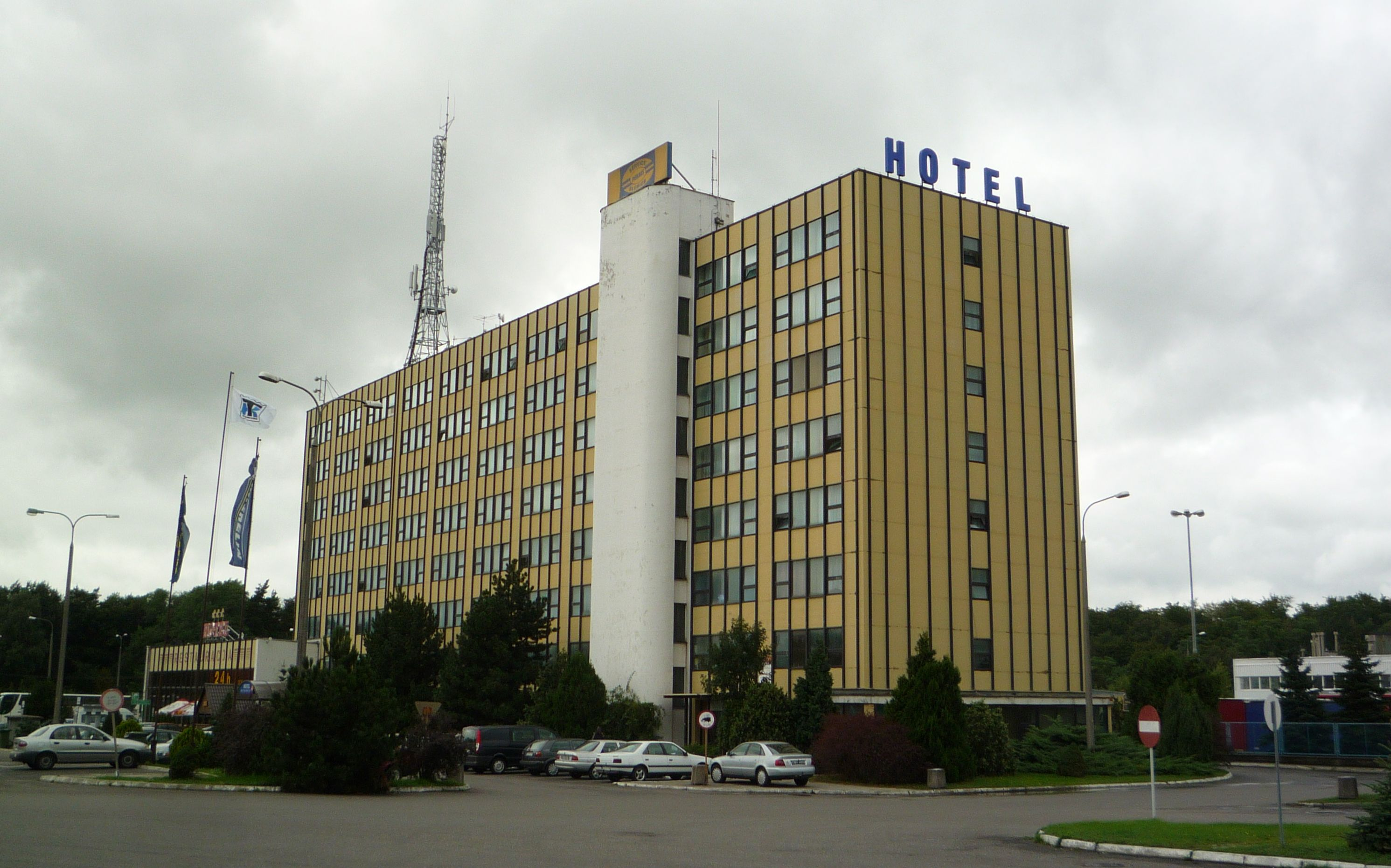
Hotel Cargo w Słubicach

### Przemysł
Jeszcze pod koniec lat 90. XX wieku w Słubicach istniały fabryki jak np. Słubickie Fabryki Mebli (tzw. „Terenówka”) produkująca meble (obecnie galeria handlowa AXA) oraz jedne z największych w kraju produkujące odzież dżinsową Zakłady Przemysłu Odzieżowego „Komes” założone w 1957 r., a zlikwidowane w 1998 r. i ostatecznie wyburzone w 2008 r. W najlepszym momencie zatrudniały ok. 2 tys. pracowników.
Obecnie Słubice są ośrodkiem handlowo-usługowym. Istnieją tu przedsiębiorstwa, które działają w branżach: samochodowej, metalowej, obuwniczej, maszynowej, elektronicznej, budowlanej, spożywczej, betonowej oraz drewnianej. W 1997 utworzono tu Kostrzyńsko-Słubicką Specjalną Strefę Ekonomiczną, w której zatrudnienie wynosi 747 osób w 2011 r., z czego najwięcej – 173 osoby – zatrudnia firma przewozowa Transhand. W mieście działa także wiele firm spedycyjnych i logistycznych.

### Handel i usługi
Pod koniec 1987 r. Powszechna Spółdzielnia Spożywców „Społem” w Słubicach posiadała 34 lokale oraz ośrodek wypoczynkowy w Mrzeżynie, Zrzeszenie Prywatnego Handlu miało 42 placówki, Przedsiębiorstwo Upowszechniania Prasy i Książki „Ruch” 14 kiosków, Gminna Spółdzielnia „Samopomoc Chłopska” w Słubicach 12 placówek, Wojewódzkie Przedsiębiorstwo Handlu Wewnętrznego 8 placówek, Zakład Rolny Białe w Słubicach 3 sklepy, Przedsiębiorstwo Eksportu Wewnętrznego „Pewex” 2 sklepy, Wojskowa Centrala Handlowa 2 sklepy, Centrala Przemysłu Ludowego i Artystycznego „Cepelia” 1 sklep, Przedsiębiorstwo Techniczno-Handlowe Motoryzacji „Polmozbyt” 1 sklep, a Spółdzielnia Pracy „Przyjaźń” miała 1 sklep.
Największym zakładem pracy pozostaje Targowisko Miejskie (bazar) u zbiegu ul. Kupieckiej i ul. Sportowej.

### Rolnictwo
W Słubicach działały dwa państwowe gospodarstwa rolne: Zakład Rolny Białe w Słubicach wchodzący w skład Lubuskiego Kombinatu Rolnego w Rzepinie, znajdujący się w części miasta Przedmieście Północne, oraz Szkolne Gospodarstwo Rolne Czerwony w Słubicach należące do Technikum Rolniczo-Łąkarskiego w Słubicach, znajdujące się w części miasta Śliwice (os. Folwarczne).

## Transport

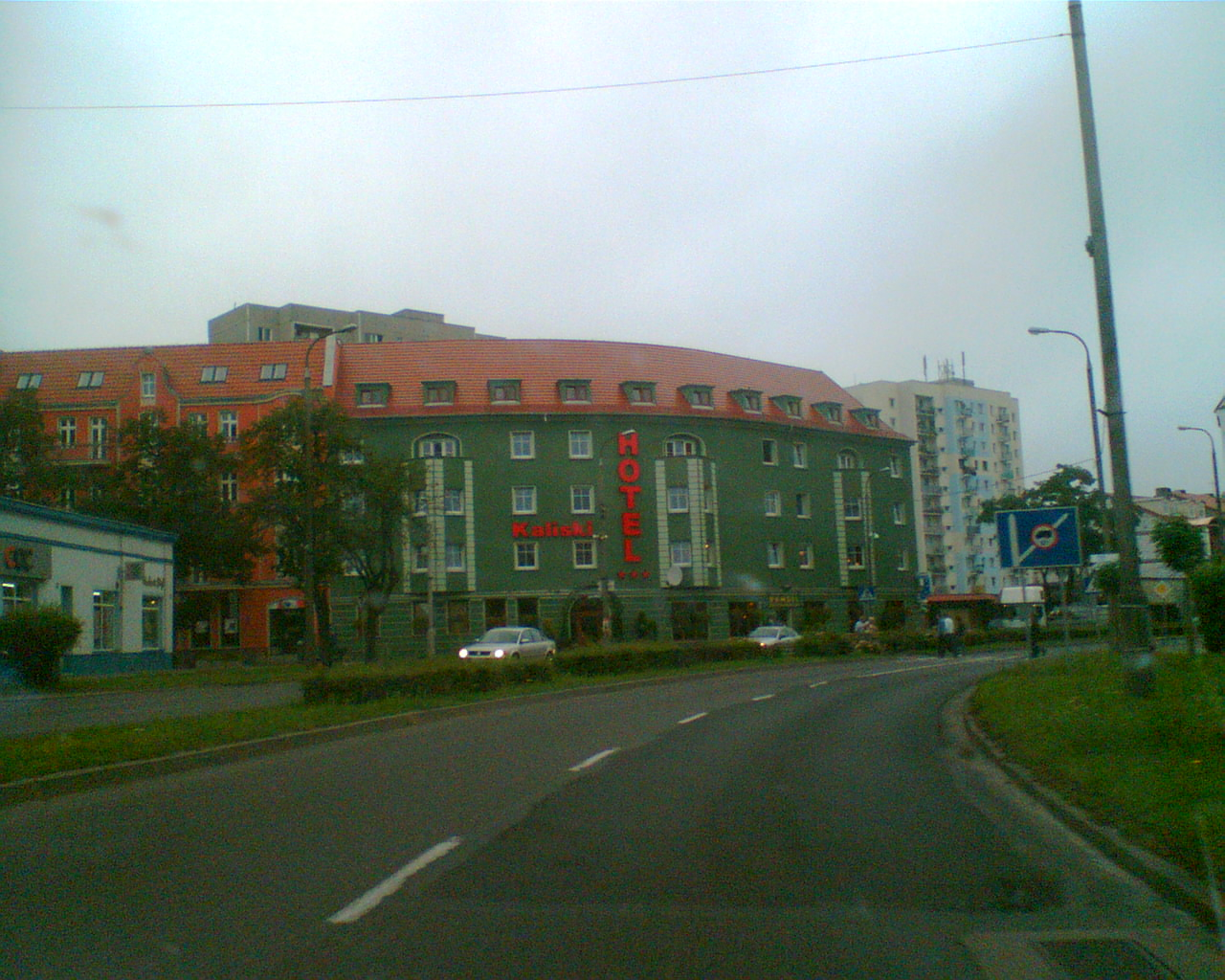
Droga dwupasmowa w centrum Słubic (al. Młodzieży Polskiej) w ciągu drogi krajowej nr 31

Słubice z racji położenia przy granicy z Niemcami spełniają funkcję przygranicznego węzła komunikacyjnego. Przechodzą tu ważne drogi kołowe i jedna kolejowa.

### Transport drogowy
- autostrada A2: Świecko/Słubice – Rzepin – Torzym – Świebodzin – Nowy Tomyśl – Poznań – Konin – Łódź – Warszawa
- droga krajowa nr 29: Słubice – Cybinka – Krosno Odrzańskie – droga krajowa nr 32 (do Zielonej Góry i Gubina)
- droga krajowa nr 31: Słubice – Górzyca – Kostrzyn nad Odrą – Boleszkowice – Mieszkowice – Chojna – Gryfino – Szczecin
- droga wojewódzka nr 137: Słubice – Kowalów – Ośno Lubuskie – Sulęcin – Międzyrzecz – Trzciel

W latach 70. XX wieku w Słubicach oddano do użytku drogę dwupasmową o długości 1,5 km, przechodzącą przez centrum miasta w biegu ulic Kościuszki, 1 Maja, Konopnickiej, alei Młodzieży Polskiej i Placu Przyjaźni. Od kilkunastu lat jest także planowana obwodnica miasta, która miałaby się zaczynać od skrzyżowania z drogą krajową nr 29 w okolicach strefy przemysłowej i kończyć na skrzyżowaniu z drogą krajową nr 31 w okolicach wsi Drzecin.

### Transport kolejowy
W Słubicach mieści się przystanek kolejowy Słubice, który znajduje się na linii kolejowej nr 3 Słubice – Poznań – Warszawa, która z kolei jest częścią międzynarodowej linii kolejowej E20 łączącej Berlin z Moskwą. W pobliskich Kunowicach istnieje też przystanek kolejowy Kunowice, który również znajduje się na linii kolejowej nr 3. W 2005 r. w wyniku modernizacji linii kolejowej, Kunowice przestały być stacją. Od 1949 do 2007 r. odbywały się tu odprawy celna i paszportowa. Przystanek posiadał bocznicę na rozebraną w 2013 r. linię kolejową nr 386, która prowadziła przez Urad do Cybinki. Mieszkańcy Słubic korzystają także ze stacji kolejowych we Frankfurcie nad Odrą oraz w Rzepinie, które stanowią węzły kolejowe.

### Transport wodny

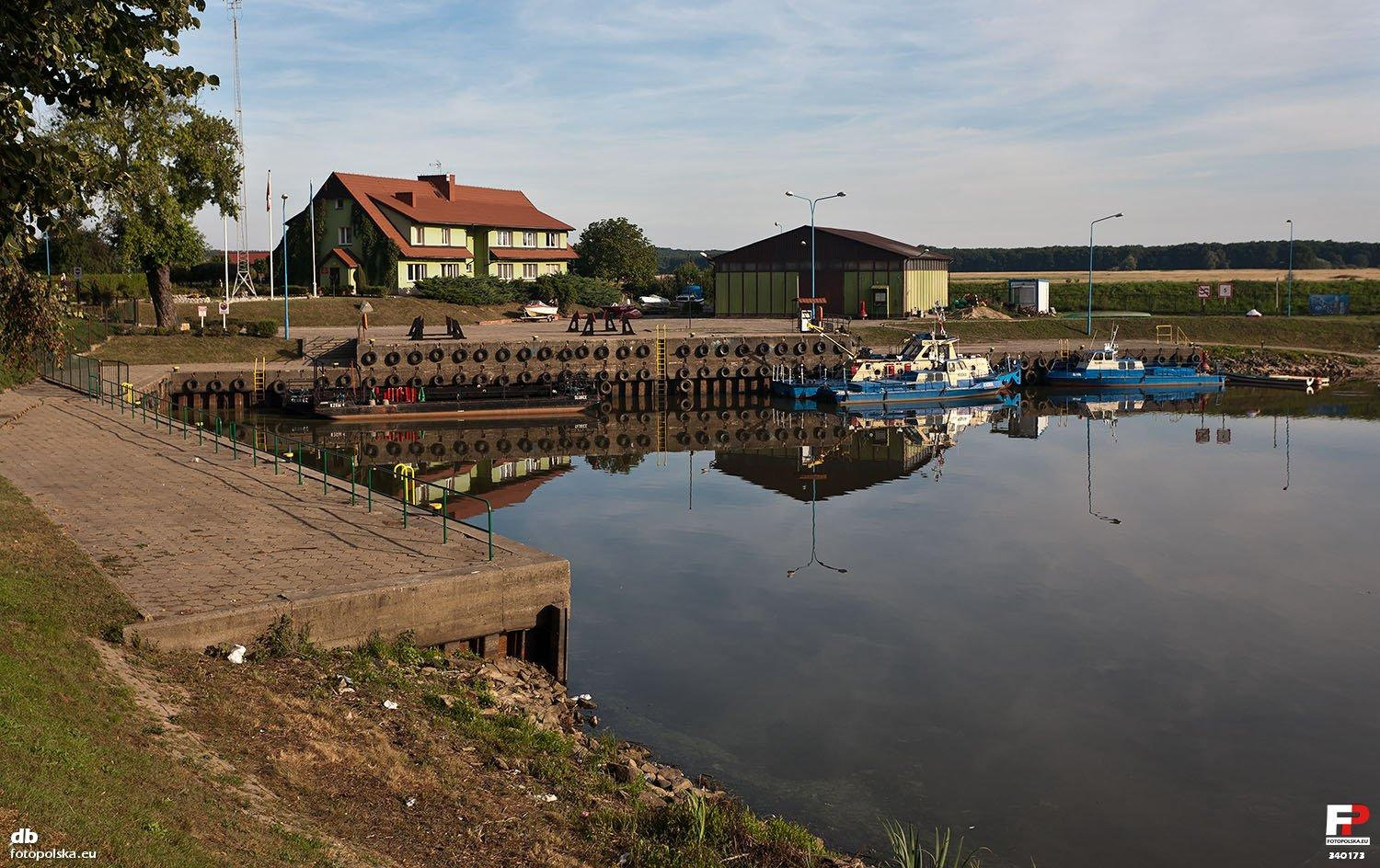
Port rzeczny zarządzany przez Nadzór Wodny Słubice

W Słubicach swoją siedzibę ma Nadzór Wodny Słubice, który od 2018 r. wchodzi w skład Regionalnego Zarządu Gospodarki Wodnej we Wrocławiu działającego w ramach Państwowego Gospodarstwa Wodnego Wody Polskie. Przed reformą, która miała miejsce na przełomie 2017 i 2018 r., Nadzór Wodny w Słubicach był pod zarządem RZGW w Szczecinie. Nadzór zarządza portem rzecznym, który jest jednym z najważniejszych na Odrze i kontroluje odcinek Odry od ujścia Nysy Łużyckiej do ujścia Warty w Kostrzynie nad Odrą. Do słubickiego portu przypływają także rzeczne statki wycieczkowe.

### Transport miejski i pozamiejski
23 stycznia 1898 r. oficjalnie ruszyła sieć tramwajowa we Frankfurcie nad Odrą, początkowo tramwaje kursowały na dwóch liniach – z czego jedna prowadziła przez most nad Odrą i dzisiejszą ulicę 1 Maja do Kościoła NMP Królowej Polski (wtedy dom strzelecki). W 1927 r. linia została przedłużona do stadionu, a pętla tramwajowa mieściła się w miejscu obecnego bazaru miejskiego. W 1945 r. prawobrzeżna część miasta jako Słubice znalazła się w granicach Polski i tym samym funkcjonowanie komunikacji tramwajowej stało się niemożliwe. Tory tramwajowe używano jeszcze po wojnie do rozbiórki zniszczonych budynków i ostatecznie 28 września 1945 r. komunikacja tramwajowa została wyłączona.
W 1929 r. komunikację tramwajową w prawobrzeżnej części Frankfurtu nad Odrą (dzisiejsze Słubice) uzupełniono uruchomieniem linii autobusowej, która z okolic mostu ruszała poprzez dzisiejsze: ulicę Jedności Robotniczej, Plac Przyjaźni, ulicę Wojska Polskiego, ulicę Piłsudskiego (koszary), Plac Bohaterów oraz Plac Wolności i wracała ponownie do mostu. W 1936 r. powstała dodatkowa służbowa linia kursująca od stadionu do lotniska wojskowego (dzisiejsza strefa przemysłowa). Komunikacja autobusowa została zlikwidowana w wyniku działań wojennych i przyłączenia prawobrzeża jako Słubic do Polski.
Od 9 grudnia 2012 r. kursują autobusy miejskie na pierwszej w historii polsko-niemieckiej transgranicznej miejskiej linii (nr 983) autobusowej komunikacji publicznej, łączącej Słubice z Frankfurtem nad Odrą. Jej funkcjonowanie oparte jest na porozumieniu pomiędzy Gminą Słubice a Miejską Spółką Komunikacyjną Frankfurt nad Odrą (SVF). Cena biletu uiszczana jest w euro.
W lutym 2013 r. Urząd Miasta w Słubicach poinformował o rozpoczęciu procedur przetargowych w sprawie uruchomienia linii autobusowej na terenie miasta. Przetarg na obsługę linii wygrało przedsiębiorstwo „TransHand” Słubice i 18 marca tego samego roku ruszyła pierwsza w Słubicach własna autobusowa komunikacja miejska. 1 maja 2015 r. komunikacja autobusowa objęła także miejscowość Kunowice. 2 stycznia 2019 wycofano komunikację miejską z Kunowic.
Od stycznia 2019 r. istnieje 7 linii:
- 1: Słubice, ul. Grzybowa – Świecko, Terminal,
- 2: Świecko, Terminal – Słubice, ul. Grzybowa,
- 3: Słubice, ul. Grzybowa – Świecko, Terminal,
- 4: Słubice, ul. Chopina – Słubice, ul. Grzybowa,
- 5: Słubice, ul. Grzybowa – Słubice, ul. Boh. Warszawy (Sąd),
- 6: Słubice, ul. Chopina – Słubice, ul. Grzybowa,
- 7: Słubice, ul. Boh. Warszawy (Sąd) – Słubice, ul. Grzybowa.

Miasto posiada także połączenia pozamiejskie obsługiwane przez przedsiębiorstwa PKS w Słubicach, Myśliborzu i Zielonej Górze. Z dworca autobusowego umiejscowionego koło Urzędu Miejskiego można się dostać do okolicznych miast: Cybinki, Dębna Lubuskiego, Gorzowa Wielkopolskiego, Kostrzyna nad Odrą, Myślibórza, Ośna Lubuskiego, Rzepina, Zielonej Góry. Ponad to, istnieje 9 kierunków do niektórych wsi powiatu (otwarte przewozy szkolne). Wszystkie połączenia są obsługiwane wyłącznie w dni nauki lub dni robocze od poniedziałku do piątku. Wyjątkiem jest połączenie obsługiwane przez „FlixBus” Polska (dawne Eurolines Polska) do Gorzowa Wielkopolskiego, które nie odjeżdża z dworca autobusowego i jeździ codziennie.

## Klimat (1979-2013)
| Miesiąc                                 | Sty   | Lut   | Mar   | Kwi  | Maj  | Cze  | Lip  | Sie  | Wrz  | Paź  | Lis   | Gru   | Roczna |
| --------------------------------------- | ----- | ----- | ----- | ---- | ---- | ---- | ---- | ---- | ---- | ---- | ----- | ----- | ------ |
| Rekordy maksymalnej temperatury [°C]    | 14.7  | 17.5  | 22.9  | 30.7 | 32.2 | 36.1 | 37.8 | 37.7 | 31.0 | 26.4 | 18.2  | 14.8  | 37,8   |
| Średnie temperatury w dzień [°C]        | 1,8   | 3,1   | 7,8   | 14,1 | 19,6 | 22,0 | 24,2 | 23,9 | 18,9 | 13,4 | 6,6   | 3,0   | 13,2   |
| Średnie dobowe temperatury [°C]         | -0,5  | 0,2   | 3,9   | 8,7  | 13,8 | 16,6 | 18,7 | 18,2 | 13,9 | 9,1  | 4,1   | 0,9   | 9,0    |
| Średnie temperatury w nocy [°C]         | -3,5  | -3,2  | -0,1  | 3,4  | 8,0  | 11,1 | 13,1 | 12,7 | 9,2  | 5,0  | 1,1   | -1,8  | 4,6    |
| Rekordy minimalnej temperatury [°C]     | -26.5 | -22.0 | -15.7 | -6.6 | -1.7 | 1.7  | 5.8  | 5.0  | 1.2  | -6.3 | -11.3 | -19.2 | −26,5  |
| Opady [mm]                              | 35    | 29    | 36    | 30   | 50   | 56   | 78   | 57   | 44   | 33   | 36    | 40    | 523    |
| Średnia liczba dni z opadami            | 9     | 8     | 9     | 7    | 9    | 10   | 11   | 10   | 8    | 8    | 8     | 10    | 107    |
| Źródło: Na podstawie 35-lecia 1979-2013 |       |       |       |      |      |      |      |      |      |      |       |       |        |

## Opieka zdrowotna
Na terenie miasta świadczenia zdrowotne zapewniają:
- Wielospecjalistyczny Szpital Powiatowy im. prof. Ludwika Rydygiera z 1964, przy którym działają pogotowie ratunkowe oraz Szpitalny oddział ratunkowy. Trzykondygnacyjny budynek szpitala powiatowego przy ul. Nadodrzańskiej 6 zbudowano w formie prostopadłościanu na osi północ-południe. Posiada oddziały ginekologiczny, dziecięcy i wewnętrzny. Od lat 70. XX w. w praktyce nie używa się w nazewnictwie oficjalnie przyjętego patrona, ale też nigdy nie podjęto uchwały o rezygnacji z patronatu. Szpital administrowany jest obecnie przez spółkę NZOZ „Szpital Powiatowy” w Słubicach Sp. z o.o., w której 100% udziałów posiada powiat słubicki[63].
- NZOZ „Galmed”
- Przychodnia rejonowa
- Centrum operacji plastycznych „NZOZ Chirurgia Plastyczna E.A. Barańscy s.c.”
- apteki (12)

## Oświata

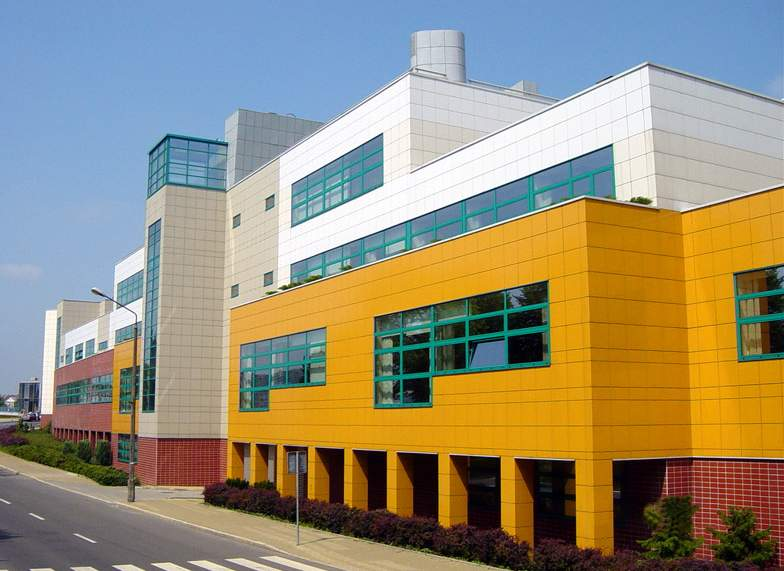
Collegium Polonicum w Słubicach, ul. Kościuszki 1 (widok od strony ul. 1 Maja)

W Słubicach istnieje 6 szkół podstawowych (w tym jedna specjalna i jedna prywatna), 3 szkoły ponadgimnazjalne, 2 licea ogólnokształcące oraz Państwowa Szkoła Muzyczna I stopnia.
W 1992 r. w Słubicach zostało otwarte Collegium Polonicum, jako wspólna placówka dydaktyczno-naukowa dwóch partnerskich uniwersytetów: Uniwersytetu im. Adama Mickiewicza w Poznaniu (UAM) oraz Uniwersytetu Europejskiego Viadrina (EUV) we Frankfurcie nad Odrą.
Na terenie miasta funkcjonują jeden żłobek oraz 8 przedszkoli (w tym 3 niepubliczne). Istnieją tu także internat oraz pięć domów studenckich (Arcadia, Forum, Gaudium, Iuventa, Sapientia).

## Kultura

### Domy kultury

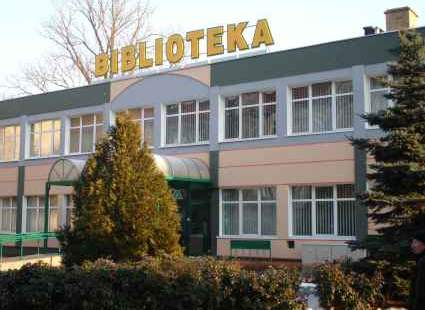
Biblioteka Miejska w Słubicach, wzniesiona w latach 1970–1975, do 1945 teren hali maszynowej Franza Richtera

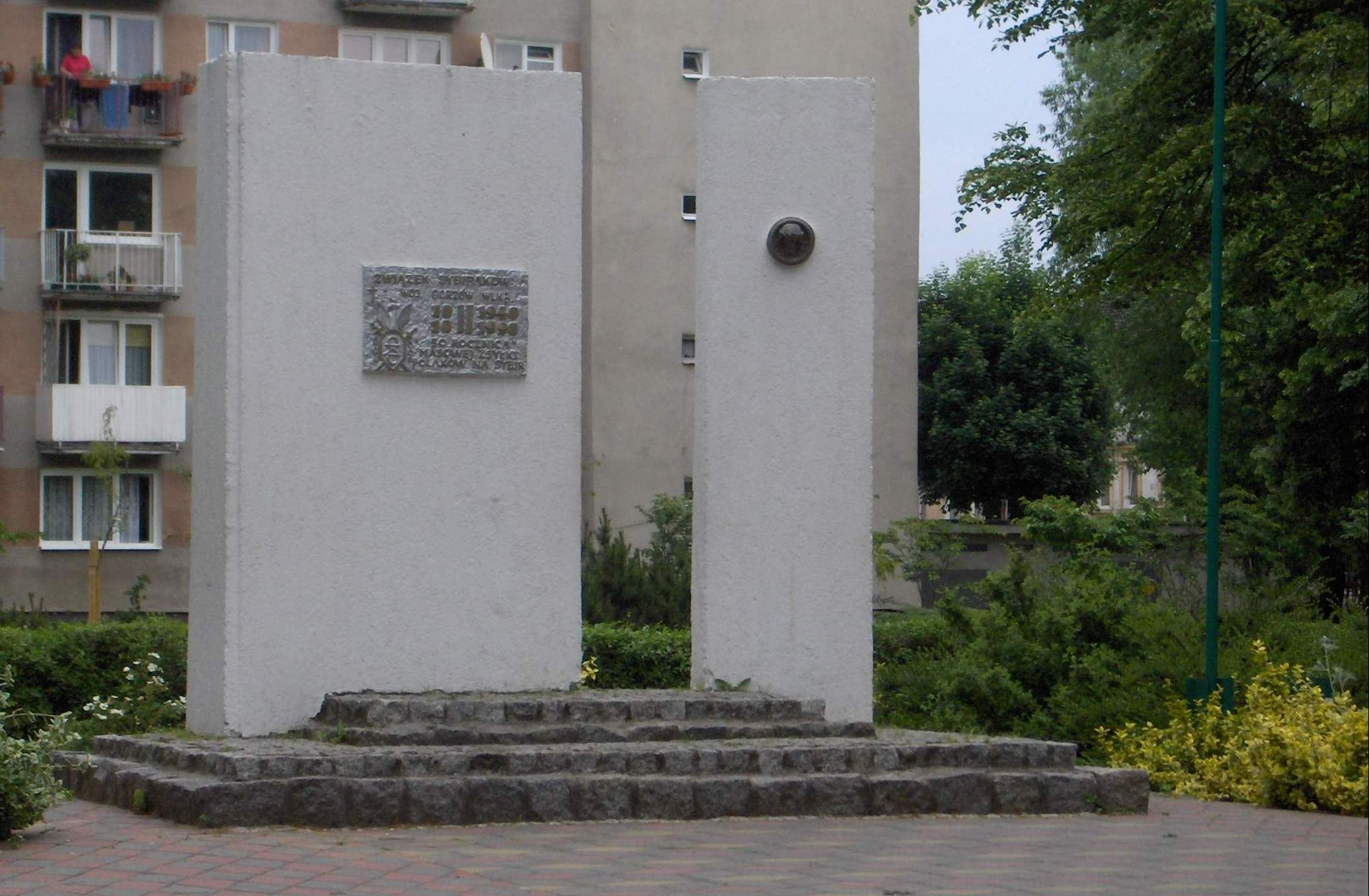
Dawny pomnik Sybiraków. Dawniej w tym miejscu wznosiło się popiersie Lenina

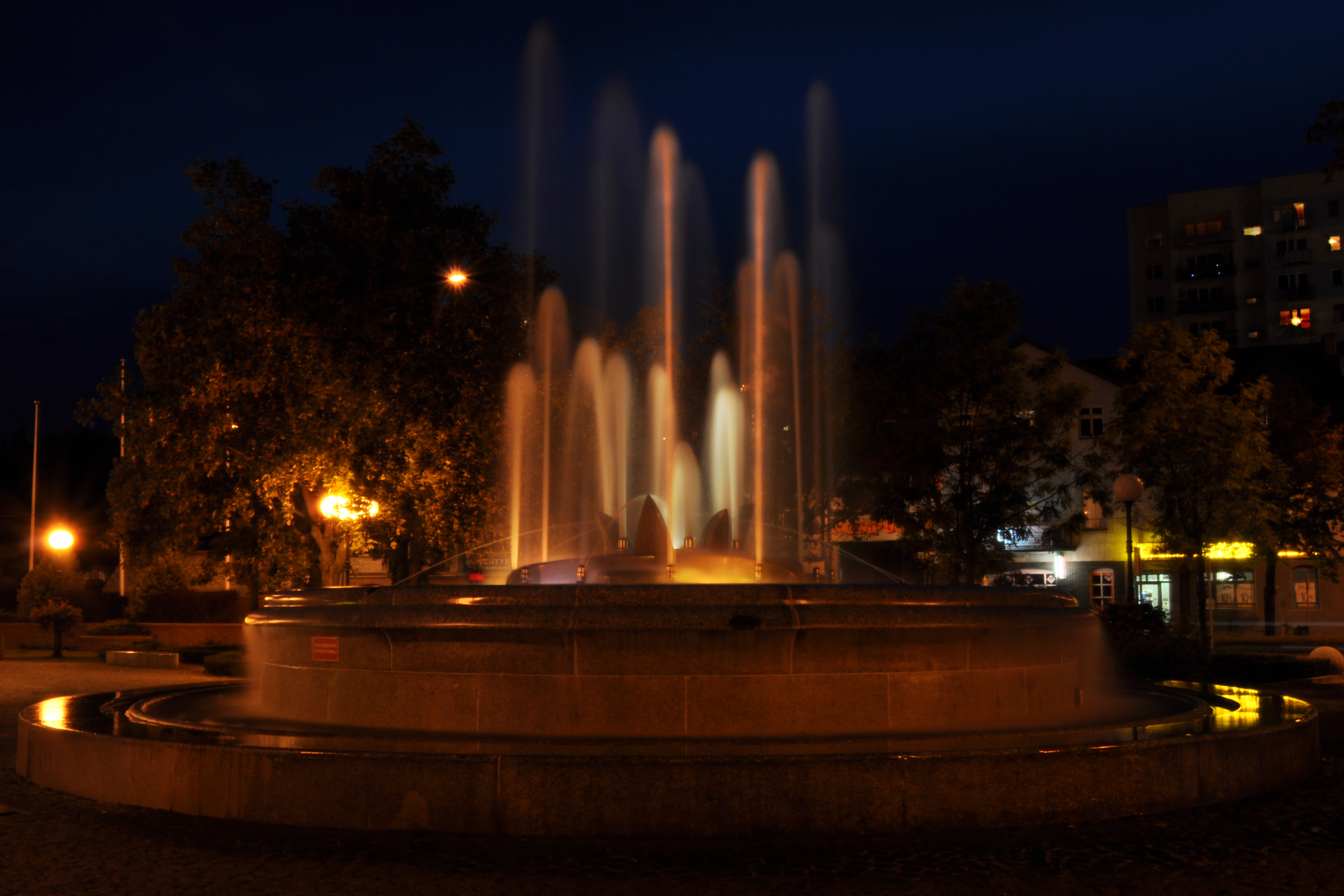
Fontanna znajdująca się przy Placu Przyjaźni w Słubicach

W Słubicach działało niegdyś kilka ośrodków kultury:
- Powiatowy Dom Kultury (1957–1975): Stanisław Stefański (1957–1960), Tadeusz Zdon (1960–1971), Jadwiga Oberleitner (po 1971);
- Zakładowy Dom Kultury przy ZO „Komes” (1961–1977): Stanisław Stefański (1961–1962), Henryk Weiser (po 1962);
- Słubicki Dom Kultury (1975–1977);
- Słubicki Międzyzakładowy Ośrodek Kultury (od 1977, z połączenia PDK i ZDK przy ZO „Komes”): Henryk Weiser (1977–1979), Zygmunt Walkowiak (1979–1983), Anna Mikos (1983–1984), Henryk Sterma (1984–1987), Henryk Weiser (1987–1989);
- Wojskowy Ośrodek Kultury: por. Ryszard Patkowski, kpt. Juliusz Pałka, kpt. Józef Jurek, mjr Mieczysław Ratajczak, sierż. szt. Ryszard Koryciński, mjr Franciszek Czarnik i kpt. Andrzej Jesikiewicz[66].

25 listopada 1962 r. przy PDK w Słubicach powstało Słubickie Towarzystwo Kultury (STK), którego pierwszym prezesem został Jan Krompiewski, zaś sekretarzem – Zygmunt Walkowiak. W 1987 r. przekształcono je w Towarzystwo Miłośników Ziemi Słubickiej.
Główną instytucją kultury w mieście pozostaje dziś Słubicki Miejski Ośrodek Kultury (SMOK), w którym działają Galeria „Okno”, młodzieżowy dom kultury, kino oraz sala widowiskowa. W Słubicach odbywają się zajęcia tańca towarzyskiego w Studio Tańca „Bohema”, odbywają się również zajęcia tańca nowoczesnego (break dance, street dance). W mieście działają także zespół tańca nowoczesnego „Frajda”, zespół wokalny „Rytmos” oraz Grupa Filmowa „Wolf”.

### Cykliczne imprezy kulturalne
W latach 1989–2008 w Słubicach odbyło się łącznie 17 edycji organizowanego przez SMOK Święta Odry, zastąpionego przez Miejskie Święto Hanzy (niem. HanseStadtFest), w latach 2004–2008 odbywające się wyłącznie we Frankfurcie nad Odrą, a od 2009 r. współorganizowane przez oba miasta. W latach 2020–2021 obchody święta zostały odwołane w związku z obostrzeniami przeciwko pandemii COVID-19. W latach 2012–2014 gmina gościła festiwal hiphopowy „Break The Border”, a w latach 2013–2016 Słubice i Fundacja EDM+ z Gdyni organizowały Międzynarodowy Festiwal Sztuki „Most/ Die Brücke”.
Jednocześnie od 1997 r. w Słubicach i Frankfurcie nad Odrą odbywa się Festiwal Teatralny UNITHEA, od 2004 r. – Festiwal Piosenki Autorskiej i Muzyki Świata transVocale, a od 2010 r. – Festiwal Nowej Sztuki „lAbiRynT”.

### Inne instytucje kulturalne
W mieście funkcjonują ponadto: Biblioteka Miejska przy ul. Jedności Robotniczej 18, która posiada jedną filię przy ul. Słubickiej 18 w Kunowicach, a także Biblioteka Collegium Polonicum przy ul. Kościuszki 1. Biblioteka Pedagogiczna miała siedzibę w kamienicy przy ul. Chopina 19, jednak uległa likwidacji.
W Słubicach mieści się Słubickie Towarzystwo Muzyczne, które jest organizatorem cyklicznych Koncertów Noworocznych oraz Międzynarodowych Spotkań Muzycznych „Musica Autumna”, które na stałe wpisały się w kalendarz imprez kulturalnych miasta. Pod patronatem towarzystwa działa w Słubicach Chór Kameralny „Adoramus”.
Życie kulturalne miasta współkreują także niektóre lokalne stowarzyszenia (Stowarzyszenie Miłośników Ziemi Słubickiej, Związek Sybiraków Koło w Słubicach, Stowarzyszenie Nasza Mała Ojczyzna).

## Turystyka
Szlaki turystyczne w okolicach
- Rzepin PKP – Dąb „Piast” (osada Liszki) – Grodno – Jez. Supno – Jez. Głębokie – Sądów – Drzeniów (dalej do Krosna Odrzańskiego)
- Pliszka PKP – Jez. Ratno – Pliszka – Debrznica – Jez. Karasienko – Torzym
- Gądków Wielki PKP – Jez. Wielickie (pętla) – Pliszka PKP
- część długodystansowego europejskiego szlaku wędrówkowego E11, Słubice – Drzecin – Stare Biskupice – rez. „Torfowiska Sułowskie” – Sułów – Kowalów – Drzeńsko – Lubiechnia Wielka – Lubiechnia Mała – Jez. Czyste Wielkie – Jez. Czyste Małe – Ośno Lubuskie – Radachów – Trzebów (dalej w kierunku Lubniewic)

Trasy rowerowe w okolicach
- Słubice – Drzecin – Stare Biskupice – Nowe Biskupice – Gajec – Rzepin – Rzepinek – Nowy Młyn – Jerzmanice – Radzikówek – Radzików – Sądów – Cybinka – Baiłków – rez. „Młodno” – Krzesin
- Gajec – Nowy Młyn – Maczków – Urad – Koziczyn – Sądów – Drzeniów
- Bobrówko – Pniów – Garbicz – Jez. Wielkie – Jez. Karasienko – Torzym PKP
- część międzynarodowego szlaku R1 (Kostrzyn nad Odrą) – Chyrzyno – Żabczyn – Czarnów – Stańsk – Gronów – Ośno Lubuskie – Rosławice – Grabno – Lubień – Brzeźno (Sulęcin)
- Trasa rowerowa „Odra-Nysa” – Kłopot – Urad – Kunice – Rybocice – Świecko – Słubice – Nowy Lubusz – Łazy Lubuskie (bar) – Pławidło (kolonia) – Górzyca – Kostrzyn nad Odrą
- „Trasa rowerowa planowana” – Kostrzyn nad Odrą – Chyrzyno – Górzyca – Owczary – Laski Lubuskie – Golice – Drzecin – Słubice (Smogórze) – Słubice – Słubice (Osada Świecko) – Świecko – Rybocice – Kunice – Urad – Rybojedzko – Kłopot – Rąpice – Krzesin

## Media
W Słubicach wydawane są: biuletyn samorządowy „Gazeta Słubicka” oraz gazety lokalne: „Przekrój Lokalny” oraz „Pogranicze Lubuskie” (do dawnych tytułów należą „Echo Słubickie”, „Kurier Słubicki” oraz „Tylko Kostrzyn-Słubice”). W Słubicach swoje przedstawicielstwo posiada regionalna Gazeta Lubuska.
W mieście swoją siedzibę ma operator telewizji kablowej Vectra. Lokalnym kanałem telewizyjnym jest Horyzont TV Słubice (HTS), który jest dostępny w telewizji kablowej Vectra oraz w internecie. Oprócz oficjalnej strony Urzędu Miejskiego działają tu także lokalne portale informacyjne, takie jak I Love Słubice, Nasze Słubice.pl i Słubice24.pl.

## Rozrywka

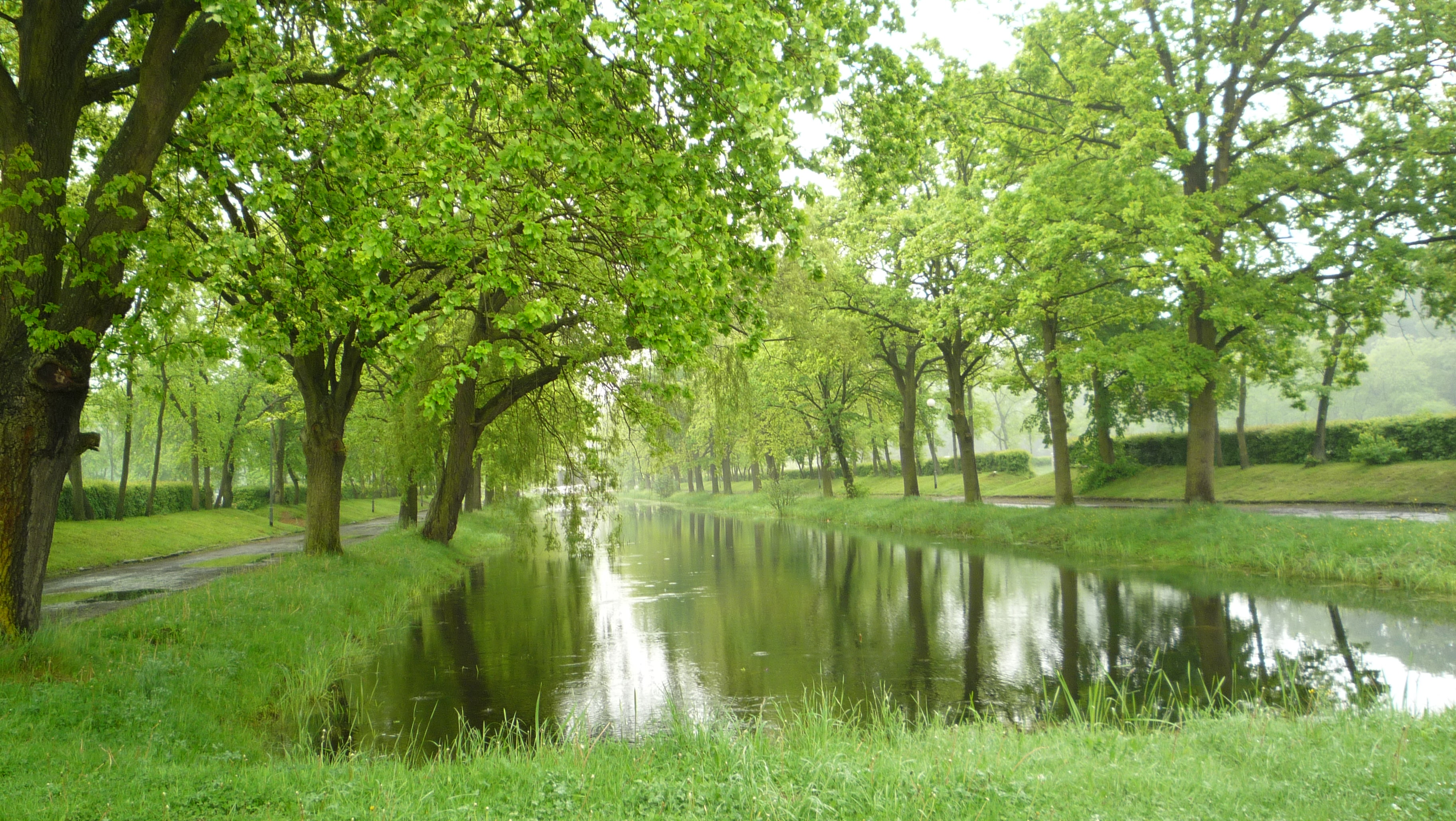
Starodrzew i staw przy boiskach bocznych stadionu w Słubicach

- Tereny rekreacyjne:
  - Park „Odra”
  - Park „Pionierów Słubic”
  - Rezerwat przyrody Łęgi
- Kina:
  - Kino SMOK
  - dawniej Kino Piast

## Wspólnoty wyznaniowe

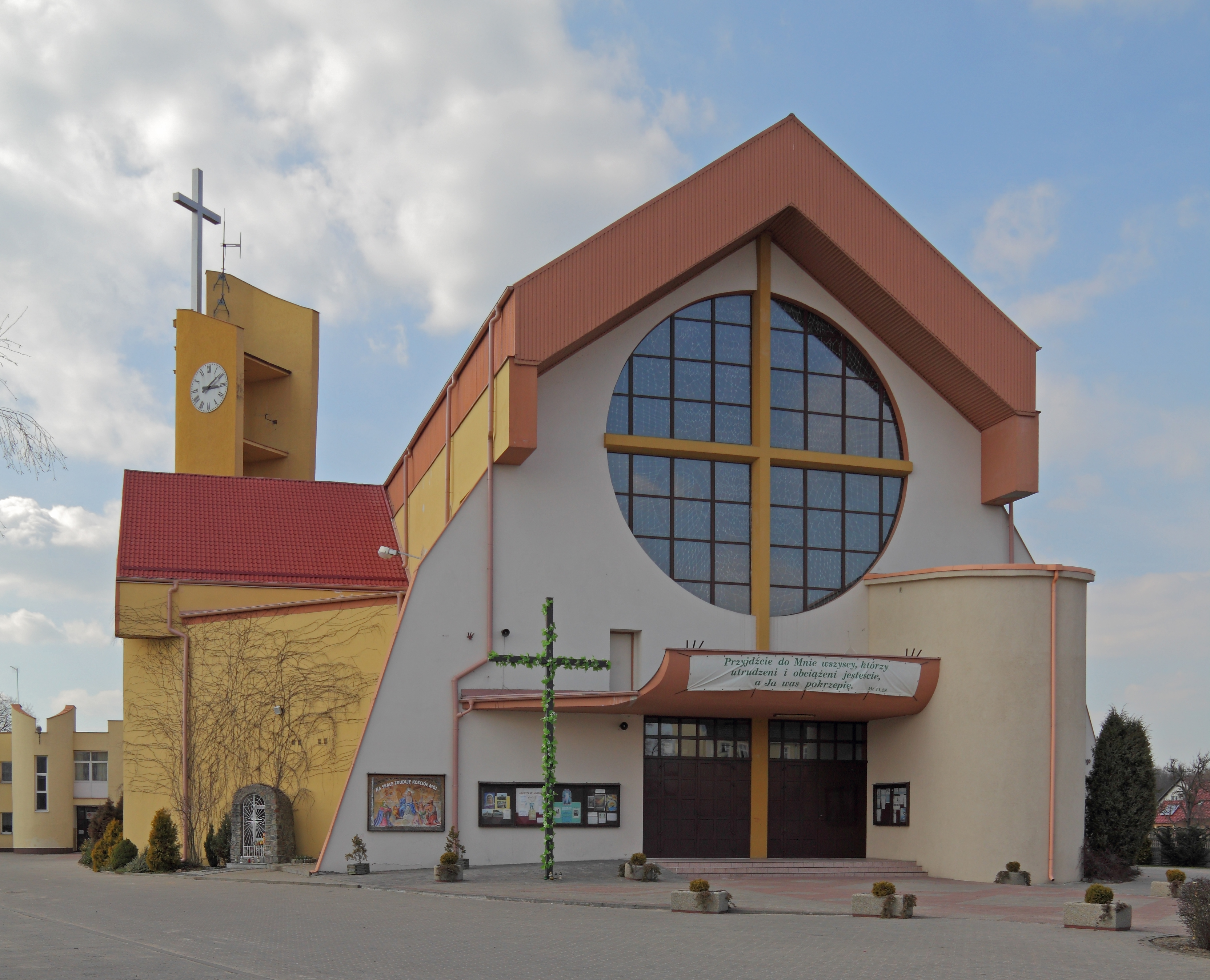
Kościół Świętego Ducha przy ul. Wojska Polskiego

- Kościół rzymskokatolicki – miasto należy do metropolii szczecińsko-kamieńskiej, diecezji zielonogórsko-gorzowskiej, dekanatu Rzepin.
  - parafia Ducha Świętego (Kościół św. Ducha, Katolickie Centrum Studenckie)[73]
  - parafia Najświętszej Maryi Panny Królowej Polski (Kościół pw. NMP Królowej Polski, kaplica pw. MB Cudownego Medalika)[74][75]
- Polski Autokefaliczny Kościół Prawosławny (diecezja wrocławsko-szczecińska, dekanat Zielona Góra):
  - parafia Opieki Matki Bożej (cerkiew pod wezwaniem Opieki Matki Bożej)[76]
- Kościół Boży w Chrystusie:
  - Wspólnota „Dom Wolności”[77]
- Kościół Ewangelicko-Augsburski:
  - filiał w Słubicach należący do Parafii Ewangelicko-Augsburskiej w Gorzowie Wielkopolskim[78]
- Kościół Zielonoświątkowy:
  - Zbór „Betezda”[79]
- Świadkowie Jehowy:
  - zbór Słubice, Sala Królestwa[80][81]
- Inne
  - cmentarz żydowski przy ul. Transportowej

## Sport i rekreacja

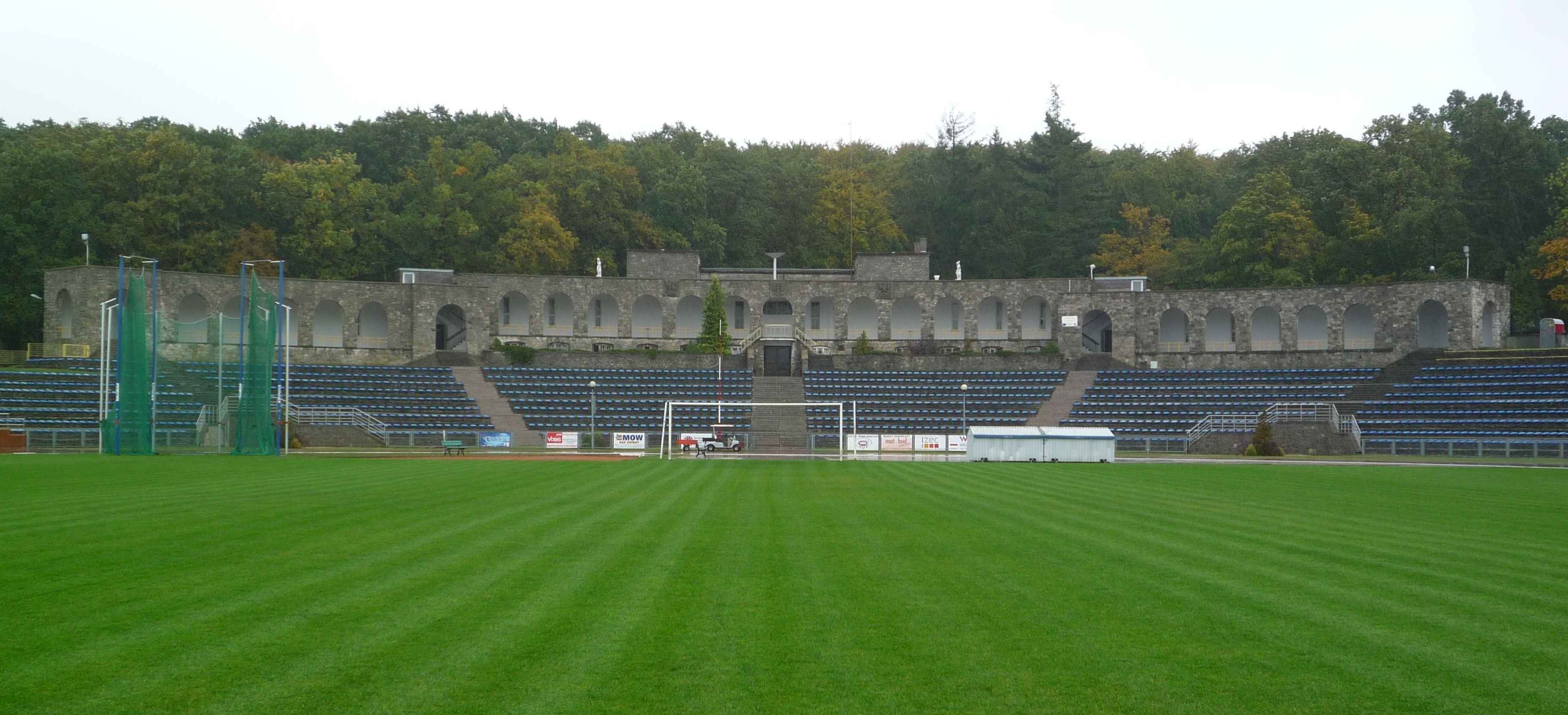
Stadion SOSiR

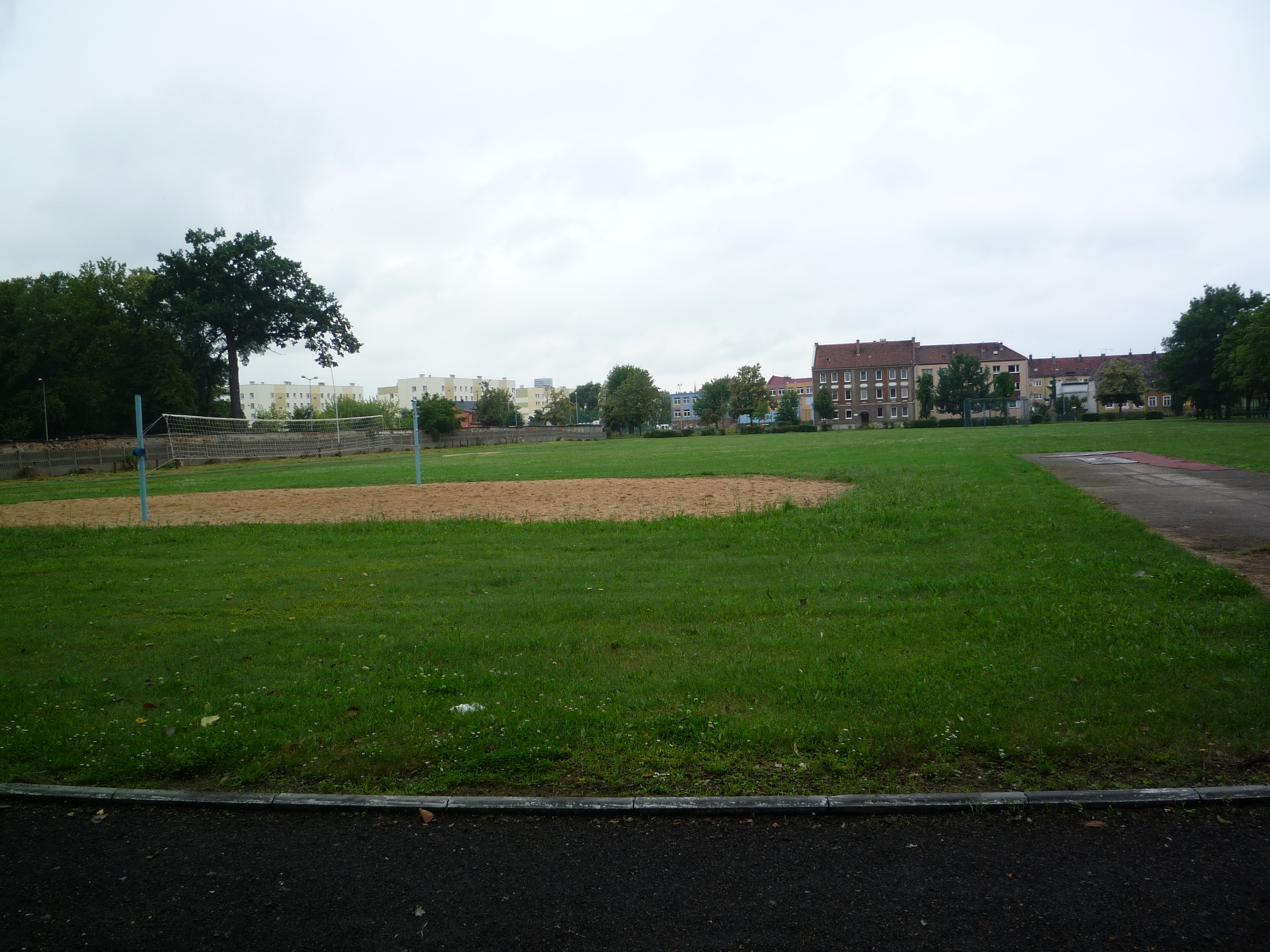
Boisko Zespołu Szkół Ekonomiczno-Rolniczych przy al. Niepodległości w 2009 r., zbudowane w 1974 r.

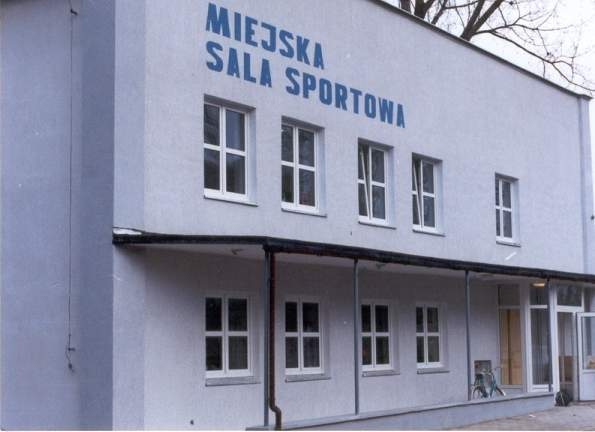
Miejska Sala Sportowa

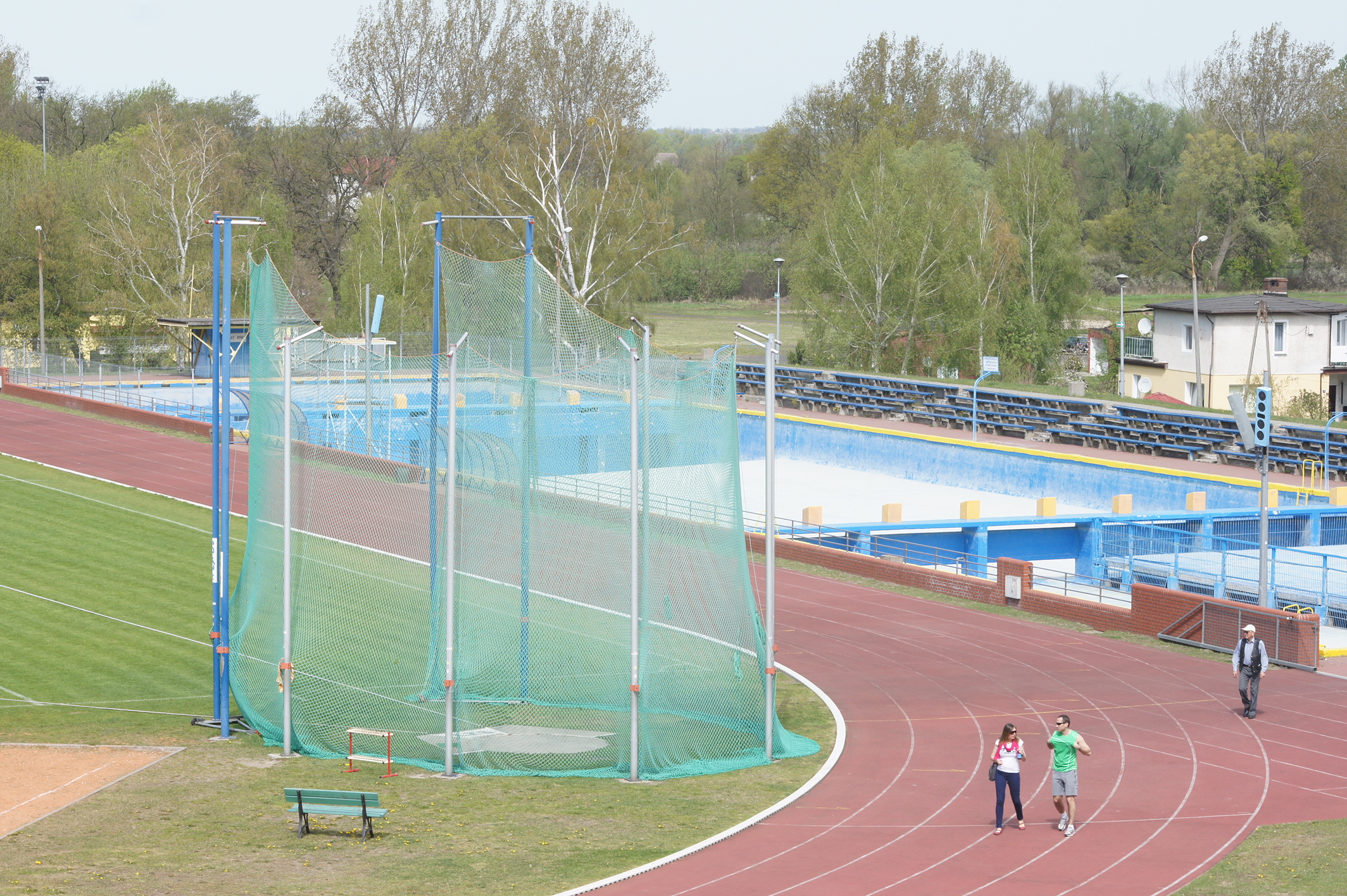
Zespół basenów odkrytych przy Stadionie SOSiR

Głównym organizatorem życia sportowego w mieście jest Słubicki Ośrodek Sportu i Rekreacji mieszczący się przy ul. Sportowej 1, który zarządza największą bazą sportową w powiecie słubickim. SOSiR posiada stadion zbudowany w latach 1914–1927, 4 boiska treningowe (w tym 1 ze sztuczną nawierzchnią oraz oświetleniem 4-masztowym), salę gimnastyczną, zespół basenów odkrytych, korty tenisowe, pole golfowe oraz zaplecze gastronomiczne.
Słubicki Ośrodek Sportu i Rekreacji okala Park Rozrywki i Rekreacji znany także jako Park „Odra” z trasami spacerowymi, biegowymi, kolarskimi, torem saneczkowym oraz ruinami wieży Kleista.
W mieście istnieje Miejska Sala Sportowa mieszcząca się przy ul. Piłsudskiego, należąca do SOSiR-u. W 2010 r. zostało oddane do użytku Szkolne Centrum Sportowe, które mieści się przy Szkole Podstawowej nr 1. W wyniku realizacji projektu powstała m.in. wielofunkcyjna hala widowiskowo-sportowa o powierzchni 1059 na 39 m.
Najstarszym klubem sportowym w Słubicach jest piłkarski Miejski Klub Sportowy „Polonia” Słubice, który jest spadkobiercą pierwszego w mieście klubu piłkarskiego „Kotwica”, założonego w sierpniu 1945 r. Do osiągnięć Polonii Słubice zaliczyć można 1/16 finału Pucharu Polski, zdobyty Puchar Polski na szczeblu wojewódzkim oraz uzyskane dwukrotnie czwarte miejsce w III poziomie rozgrywek piłkarskich w sezonach 1997/1998 i 2006/2007. Klub ten występuje w rozgrywkach IV ligi lubuskiej.
W 2002 i 2006 r. miasto było gospodarzem Mistrzostw Polski w kolarstwie przełajowym kobiet i mężczyzn.
W Słubicach znajdują się takie obiekty sportowe jak:
- stadion SOSiR,
- 4 boiska treningowe SOSiR,
- zespół basenów odkrytych,
- korty tenisowe przy Hotelu Sportowym,
- Miejska Sala Sportowa przy ul. Piłsudskiego,
- stadion ZSE-R,
- pola golfowe,
- strzelnica miejska,
- Szkolne Centrum Sportowe z własną halą sportową,
- 5 boisk wielofunkcyjnych wyremontowanych w ramach programu Orlik 2012.

W Słubicach swoją siedzibę mają takie kluby jak:
- MKS Polonia – piłka nożna (IV liga lubuska)
- KS AS Słubice - siatkówka
- SKP Słubice – piłka nożna (Klasa okręgowa, gr. Gorzów Wielkopolski)
- LKS Lubusz – lekkoatletyka
- UKS Rolniczak – lekkoatletyka
- WKS Orfa – wędkarstwo sportowe
- KS RAPA – spinning
- KS Odra – szachy
- BKS 2000 – boks
- UKS Lider – kolarstwo szosowe i przełajowe
- USKS Muszkiet – strzelectwo
- Golf Club Odra – golf
- UKS Lotnik[85] – koszykówka
- KŻ Pasat – żeglarstwo
- Husaria Fight Team – MMA
- Kampa Słubice – Palant

## Struktura miasta, nazewnictwo ulic i placów
Rzeki i potoki:
- Odra (rzeka)
- Długi Rów (Czarny Kanał)
- Racza Struga (Czerwony Kanał)

Mosty na Odrze:

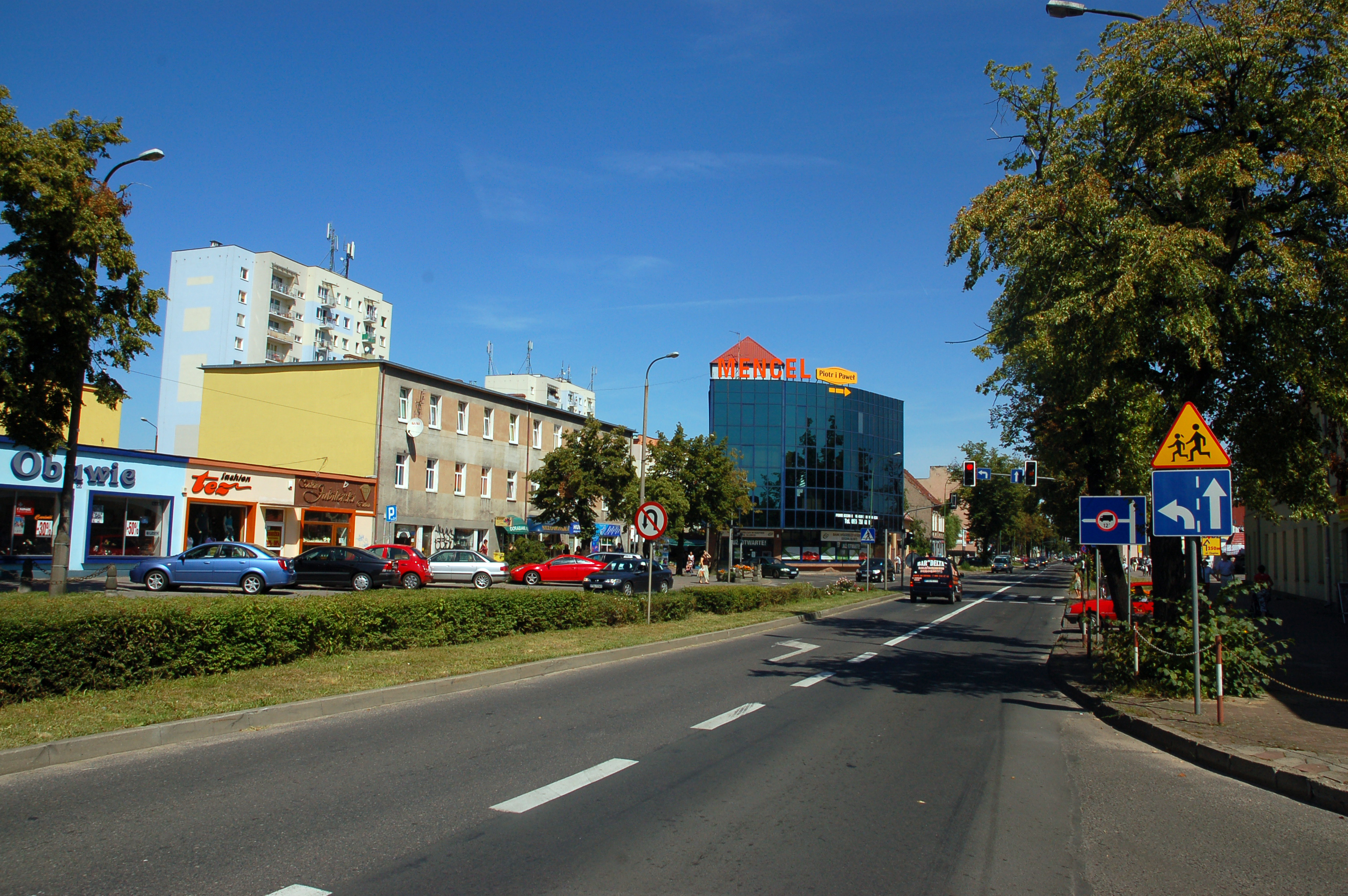
Centrum miasta: ul. Wojska Polskiego i północna pierzeja Placu Przyjaźni

- Most drogowy (typu śródmiejskiego) – łączący Słubice i Frankfurt nad Odrą (dla ruchu pieszego, rowerowego, pojazdów do 3,5 t, autobusów miejskich i autokarów, zakaz ruchu ciągników siodłowych)
- Most kolejowy – łączący Słubice z Frankfurtem nad Odrą
- Most drogowy (typu autostradowego) – łączący Świecko z Frankfurtem nad Odrą, w granicach gminy Słubice, ale poza granicami miasta Słubice

Wzniesienia:
- Wzgórze bez nazwy (w okresie niemieckim – Kleista) – 60 m n.p.m.
- Zielone Wzgórze

| Lp. | Nazwa obecna (alfabetycznie)             | Nazwa niemiecka do 1945 r. | Uwagi                                                                                         |
| --- | ---------------------------------------- | --- | --------------------------------------------------------------------------------------------- |
| 1   | Aleja Młodzieży Polskiej                 | od co najmniej 1846 r. Roßstraße (ul. Konna)                                                                                      | Nadanie obecnej nazwy ok. 1977 r.                                                             |
| 2   | Aleja Niepodległości                     | Am Schützenhaus (Przy domu strzeleckim)                                                                                           |                                                                                               |
| 3   | Osiedle Grzybowe                         | Am Elsenbruch |                                                                                               |
| 4   | Osiedle Komes                            | – | Nadanie obecnej nazwy 24.06.2021                                                              |
| 5   | Osiedle Krasińskiego                     | Kornbusch |                                                                                               |
| 6   | Osiedle Przemysłowe                      | Fliegerhorst | Dawniej lotnisko, obecnie strefa ekonomiczna                                                  |
| 7   | Osiedle Słowiańskie                      | od co najmniej 1846 r. Kleine Fruchtstraße (Mała ulica owocowa)                                                                   |                                                                                               |
| 8   | Osiedle Świerkowe                        | Pulverweg | W okresie PRL koszary WOP u zbiegu ul. Dzierżyńskiego i ul. Hożej                             |
| 9   | Osiedle Wimar                            | od co najmniej 1846 r. Sonnenburger Straße (ul. Słońska)                                                                          |                                                                                               |
| 10  | Park Pionierów Słubic                    | Park am Schützenhaus |                                                                                               |
| 11  | Plac Bohaterów                           | od co najmniej 1846 r. Neuer Markt (Nowy Targ)                                                                                    | Krótko po wojnie pod nazwą Plac Stalina i Plac Poległych                                      |
| 12  | Plac Frankfurcki                         | od co najmniej 1846 r. Roßstraße (ul. Konna)                                                                                      |                                                                                               |
| 13  | Plac Jana Pawła II                       | od co najmniej 1846 r. Neuer Markt (Nowy Targ)                                                                                    | Do 2005 r. jako część Placu Wolności. Nadanie obecnej nazwy 29.09.2005                        |
| 14  | Plac Przyjaźni                           | od co najmniej 1846 r. Roßmarkt (Targ Konny)                                                                                      | Nadanie obecnej nazwy 01.10.1945                                                              |
| 15  | Plac Sybiraków                           | skwer u zbiegu Kleine Fruchtstraße i Große Fruchtstraße                                                                           | W okresie PRL jako Plac Lenina                                                                |
| 16  | Plac Wolności                            | od co najmniej 1846 r. Neuer Markt (Nowy Targ)                                                                                    | Nadanie obecnej nazwy 01.10.1945                                                              |
| 17  | Plac Żołnierzy Wyklętych                 | od co najmniej 1931 r. Kleine Blumenstraße                                                                                        | Nadanie obecnej nazwy 29.04.2021                                                              |
| 18  | Rondo Pograniczników                     | – | Nadanie obecnej nazwy 23.06.2022                                                              |
| 19  | Rondo Solidarności                       | nieoficjalnie „Victoria-Platz” | W okolicy obecnego ronda wznosił się budynek mieszkalny po fabryce jedwabiu                   |
| 20  | Rondo Tajnej Organizacji Nauczycielskiej | – | Nadanie obecnej nazwy 29.04.2021                                                              |
| 21  | Ulica 1 Maja                             | od co najmniej 1846 r. Crossener Straße (ul. Krośnieńska)                                                                         | Nadanie obecnej nazwy 01.10.1945                                                              |
| 22  | Ulica Akademicka                         | – |                                                                                               |
| 23  | Ulica Adama Asnyka                       | |                                                                                               |
| 24  | Ulica Aroniowa                           | – |                                                                                               |
| 25  | Ulica Bohaterów Warszawy                 | Trettiner Straße (ul. Drzecińska)                                                                                                 | W okresie PRL ul. Bohaterów Stalingradu                                                       |
| 26  | Ulica Borówkowa                          | – |                                                                                               |
| 27  | Ulica Bratkowa                           | – |                                                                                               |
| 28  | Ulica Brzozowa                           | – |                                                                                               |
| 29  | Ulica Bukowa                             | – |                                                                                               |
| 30  | Ulica Fryderyka Chopina                  | od co najmniej 1903 r. Frauendorfer Straße (ul. Pamięcińska)                                                                      | Nadanie obecnej nazwy 01.10.1945                                                              |
| 31  | Ulica Bolesława Chrobrego                | od co najmniej 1926 r. Leißower Straße (ul. Lisowska)                                                                             |                                                                                               |
| 32  | Ulica Cicha                              | – | Nadanie obecnej nazwy 24.02.2022                                                              |
| 33  | Ulica Dąbrówki                           | od co najmniej 1846 r. Roßstraße (ul. Konna)                                                                                      |                                                                                               |
| 34  | Ulica Ignacego Daszyńskiego              | od co najmniej 1846 r. Mittelstraße (ul. Środkowa)                                                                                |                                                                                               |
| 35  | Ulica Michała Drzymały                   | od co najmniej 1926 r. Sandfurtweg                                                                                                |                                                                                               |
| 36  | Ulica Folwarczna                         | od co najmniej 1931 r. Vorwerksweg (Droga folwarczna)                                                                             | Przyjęto tłumaczenie nazwy przedwojennej                                                      |
| 37  | Ulica Gołębia                            | – |                                                                                               |
| 38  | Ulica Mariana Grabarskiego               | od co najmniej 1846 r. Sonnenburger Straße (ul. Słońska)                                                                          | Nadanie obecnej nazwy ok. 2012 r.                                                             |
| 39  | Ulica Grzybowa                           | od co najmniej 1895 r. Am Wiesenhaus, potem od co najmniej 1935 r. Am Elsenbruch                                                  |                                                                                               |
| 40  | Ulica Władysława Jagiełły                | od co najmniej 1928 r. Sternberger Straße (ul. Torzymska)                                                                         |                                                                                               |
| 41  | Ulica Jaskółcza                          | |                                                                                               |
| 42  | Ulica Jastrzębia                         | |                                                                                               |
| 43  | Ulica Jedności Robotniczej               | od co najmniej 1897 r. Friedrichstraße (ul. Fryderyka III)                                                                        | Krótko po wojnie ul. Armii Czerwonej. Nadanie obecnej nazwy ok. 1949 r.                       |
| 44  | Ulica Kanałowa                           | Kunitzer Straße (ul. Kunicka) |                                                                                               |
| 45  | Ulica Kazimierza Wielkiego               | – |                                                                                               |
| 46  | Ulica Jana Kilińskiego                   | Faberstraße, potem od co najmniej 1932 r. Kattowitzer Straße (ul. Katowicka)                                                      |                                                                                               |
| 47  | Ulica Jana Kochanowskiego                | od co najmniej 1846 r. Weidendamm                                                                                                 |                                                                                               |
| 48  | Ulica Klonowa                            | – |                                                                                               |
| 49  | Ulica Marii Konopnickiej                 | od co najmniej 1931 r. Kleine Blumenstraße (ul. Mała Kwiatowa)                                                                    |                                                                                               |
| 50  | Ulica Konwaliowa                         | – |                                                                                               |
| 51  | Ulica Konstytucji 3 Maja                 | An der Wachsbleiche/ Pulverweg | W okresie PRL ul. Feliksa Dzierżyńskiego                                                      |
| 52  | Ulica Mikołaja Kopernika                 | od co najmniej 1846 r. Holzhofstraße (ul. Tartaczna)                                                                              | Nadanie obecnej nazwy 01.10.1945                                                              |
| 53  | Ulica Tadeusza Kościuszki                | od co najmniej 1846 r. Blumenstraße (ul. Kwiatowa)                                                                                | Krótko po wojnie ul. Michała Żymierskiego                                                     |
| 54  | Ulica Królowej Jadwigi                   | Sternberger Straße (ul. Torzymska)                                                                                                |                                                                                               |
| 55  | Ulica Krucza                             | – |                                                                                               |
| 56  | Ulica Krótka                             | Sternberger Straße (ul. Torzymska)                                                                                                | W okresie PRL ul. gen. Aleksandra Zawadzkiego                                                 |
| 57  | Ulica Bolesława Krzywoustego             | od co najmniej 1934 r. Neue Schwiebuser Straße (Nowa ulica Świebodzińska)                                                         |                                                                                               |
| 58  | Ulica Kupiecka                           | |                                                                                               |
| 59  | Ulica Kunowicka                          | Reppener Chaussee (Szosa Rzepińska)                                                                                               | Nadanie obecnej nazwy 30.05.2019 (wcześniej jako Szosa Rzepińska)                             |
| 60  | Ulica Letnia                             | – | Nowa ulica w miejscu dawnego czołgowiska                                                      |
| 61  | Ulica Lisia                              | – |                                                                                               |
| 62  | Ulica Władysława Łokietka                | Kunitzer Straße (ul. Kunicka) |                                                                                               |
| 63  | Ulica Makowa                             | – |                                                                                               |
| 64  | Ulica Malinowa                           | – |                                                                                               |
| 65  | Ulica Adama Mickiewicza                  | An der Seidenfabrik/ Roßstraße (ul. Konna)                                                                                        | Nadanie obecnej nazwy 01.10.1945                                                              |
| 66  | Ulica Mieszka I                          | od co najmniej 1846 r. Torfstraße, potem od co najmniej 1931 r. Hirtenstraße (ul. Pasterska)                                      | W okresie PRL ul. Hoża                                                                        |
| 67  | Ulica Mirosławskiego                     | Seydlitzstraße (ul. Friedricha Wilhelma von Seydlitza)                                                                            | Uchwała o nadaniu nazwy zawiera błąd literowy, gdyż miała upamiętniać Ludwika Mierosławskiego |
| 68  | Ulica Nadodrzańska                       | od co najmniej 1901 r. Prinzenufer (Książęcy brzeg)                                                                               | W okresie PRL ul. Wilhelma Piecka                                                             |
| 69  | Ulica Gabriela Narutowicza               | od co najmniej 1846 r. Wiesenstraße (ul. Łąkowa)                                                                                  | Nadanie obecnej nazwy 01.10.1945                                                              |
| 70  | Ulica Tomasza Nocznickiego               | od co najmniej 1928 r. Wiesenplan, potem od co najmniej 1931 r. Torfweg                                                           |                                                                                               |
| 71  | Ulica Obozowa                            | |                                                                                               |
| 72  | Ulica Ogrodowa                           | od co najmniej 1928 r. Lagower Straße (ul. Łagowska)                                                                              |                                                                                               |
| 73  | Ulica Ignacego Jana Paderewskiego        | od co najmniej 1846 r. Sandstraße (ul. Piaskowa)                                                                                  | Nadanie obecnej nazwy 01.10.1945                                                              |
| 74  | Ulica Papcia Chmiela                     | – | Nadanie obecnej nazwy 25.03.2021. Była to pierwsza ulica Papcia Chmiela w Polsce              |
| 75  | Ulica Piska                              | – | Nadanie obecnej nazwy ok. 1987                                                                |
| 76  | Ulica Józefa Piłsudskiego                | od co najmniej 1903 r. Frauendorfer Straße (ul. Pamięcińska), potem od co najmniej 1930 r. Schwiebuser Straße (ul. Świebodzińska) | W okresie PRL ul. Świerczewskiego                                                             |
| 77  | Ulica Podchorążych                       | od co najmniej 1912 r. Dragonerstraße (ul. Dragonów)                                                                              |                                                                                               |
| 78  | Ulica Południowa                         | – | Nowa ulica w miejscu dawnego czołgowiska                                                      |
| 79  | Ulica Pomarańczowa                       | – |                                                                                               |
| 80  | Ulica Powstańców Wielkopolskich          | od co najmniej 1939 r. Schwetiger Weg (Droga do Świecka)                                                                          |                                                                                               |
| 81  | Ulica Poziomkowa                         | – |                                                                                               |
| 82  | Ulica Prosta                             | |                                                                                               |
| 83  | Ulica Północna                           | – | Nowa ulica w miejscu dawnego czołgowiska                                                      |
| 84  | Ulica Przedwiośnie                       | – |                                                                                               |
| 85  | Ulica Macieja Rataja                     | – | Nadanie obecnej nazwy 28.10.2021                                                              |
| 86  | Ulica Mikołaja Reja                      | od co najmniej 1871 r. Leopoldstraße, potem od co najmniej 1912 r. Krumme Straße (ul. Krzywa)                                     | Nadanie obecnej nazwy 01.10.1945                                                              |
| 87  | Ulica Różana                             | – |                                                                                               |
| 88  | Ulica Rysia                              | od co najmniej 1937 r. Zohlower Straße (ul. Sułowska)                                                                             |                                                                                               |
| 89  | Ulica Rzepińska                          | od co najmniej 1846 r. Wiesenstraße (ul. Łąkowa), potem od co najmniej 1928 r. Reppener Straße (ul. Rzepińska)                    | Przyjęto tłumaczenie nazwy przedwojennej                                                      |
| 90  | Ulica Sadowa                             | – |                                                                                               |
| 91  | Ulica Seelowska                          | od co najmniej 1846 r. Roßmarkt (Targ Konny)                                                                                      |                                                                                               |
| 92  | Ulica Henryka Sienkiewicza               | od co najmniej 1846 r. Ziegelstraße (ul. Ceglana), potem od co najmniej 1848 r. Schützenstraße (ul. Strzelecka)                   | Nadanie obecnej nazwy 01.10.1945                                                              |
| 93  | Ulica Juliusza Słowackiego               | od co najmniej 1846 r. Kurze Straße (ul. Krótka, cz. zach.)/ od co najmniej 1846 r. Leopoldstraße (ul. Leopolda, cz. wsch.)       |                                                                                               |
| 94  | Ulica Jana III Sobieskiego               | – |                                                                                               |
| 95  | Ulica Sokola                             | – |                                                                                               |
| 96  | Ulica Sosnowa                            | – |                                                                                               |
| 97  | Ulica Sowia                              | – |                                                                                               |
| 98  | Ulica Sportowa                           | Birkenalle, potem od co najmniej 1931 r. Friedrich-Ludwig-Jahn-Weg i dalej od 1934 r. Am Hängebusch                               |                                                                                               |
| 99  | Ulica Stanisława Staszica                | od co najmniej 1939 r. Meseritzer Straße (ul. Międzyrzecka)                                                                       |                                                                                               |
| 100 | Ulica Strzelecka                         | |                                                                                               |
| 101 | Ulica Ks. Augustyna Szamarzewskiego      | od co najmniej 1939 r. Drenziger Straße (ul. Drzeńska)                                                                            |                                                                                               |
| 102 | Ulica Szczecińska                        | od co najmniej 1931 r. Küstriner Oderdamm (Kostrzyński Wał Odrzański)                                                             |                                                                                               |
| 103 | Ulica Śliwkowa                           | – |                                                                                               |
| 104 | Ulica Transportowa                       | Crossener Chaussee (Szosa Krośnieńska), Chaussee nach Ziebinigen (Szosa do Cybinki)                                               |                                                                                               |
| 105 | Ulica Tulipanowa                         | – |                                                                                               |
| 106 | Ulica Wałowa                             | Damm-Straße |                                                                                               |
| 107 | Ulica Wandy                              | od co najmniej 1912 r. Bruchstraße (ul. Przełomowa)                                                                               |                                                                                               |
| 108 | Ulica Ks. Piotra Wawrzyniaka             | od co najmniej 1846 r. Dammeistergasse                                                                                            | W okresie PRL ul. Ociepki                                                                     |
| 109 | Ulica Widokowa                           | – |                                                                                               |
| 110 | Ulica Wilcza                             | – |                                                                                               |
| 111 | Ulica Wiosenna                           | – | Nowa ulica w miejscu dawnego czołgowiska                                                      |
| 112 | Ulica Wincentego Witosa                  | Wiesenplan, potem od co najmniej 1922 r. Brauerweg (Droga Browarnicza)                                                            | w okresie PRL ul. Marcelego Nowotki                                                           |
| 113 | Ulica Wodna                              | od co najmniej 1846 r. Wasserstraße (ul. Wodna)                                                                                   | Przyjęto tłumaczenie nazwy przedwojennej                                                      |
| 114 | Ulica Wojska Polskiego                   | od co najmniej 1846 r. Sonnenburger Straße (ul. Słońska)                                                                          |                                                                                               |
| 115 | Ulica Wrocławska                         | od co najmniej 1894 r. Dobrasch-Gasse, od 1903 r. Kunersdorfer Straße (ul. Kunowicka)                                             | Nadanie obecnej nazwy 01.10.1945                                                              |
| 116 | Ulica Wschodnia                          | – | Nowa ulica w miejscu dawnego czołgowiska                                                      |
| 117 | Ulica Zacisze                            | – | Nadanie obecnej nazwy 28.04.2022                                                              |
| 118 | Ulica Zimowa                             | – | Nowa ulica w miejscu dawnego czołgowiska                                                      |
| 119 | Ulica Zygmunta I Starego                 | – |                                                                                               |
| 120 | Ulica Stefana Żeromskiego                | od co najmniej 1846 r. Große Fruchtstraße (Wielka ulica owocowa)                                                                  | Nadanie obecnej nazwy 01.10.1945                                                              |
| 121 | Ulica Żurawia                            | – |                                                                                               |
| 122 | Ulica Żwirki i Wigury                    | od co najmniej 1912 r. Ackerstraße (ul. Uprawna)                                                                                  |                                                                                               |

## Administracja

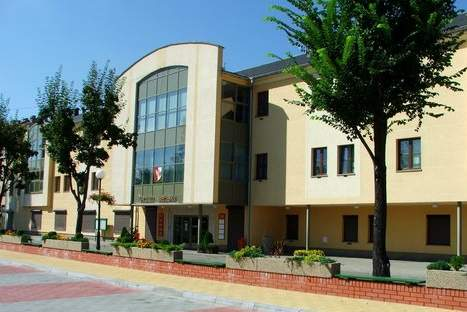
Urząd Miejski przy ul. Akademickiej 1

Mieszkańcy Słubic wybierają do swojej rady miejskiej 13 radnych (9 z 15). Pozostałych 2 radnych wybierają mieszkańcy terenów wiejskich gminy Słubice. Organem wykonawczym władz jest burmistrz. Siedzibą władz miejskich jest poddany rewitalizacji budynek powojskowy przy ul. Akademickiej.
Miasto jest siedzibą Starostwa powiatu słubickiego.
Parlamentarzyści są wybierani z okręgu wyborczego Zielona Góra, a posłowie do Parlamentu Europejskiego z okręgu wyborczego Gorzów Wielkopolski.

### Burmistrzowie Słubic
Polska Rzeczpospolita Ludowa:
1. Henryk Jastrzębski – burmistrz (24 maja 1945 – 31 lipca 1945)
2. Władysław Pawlak – burmistrz (1 sierpnia 1945 – 31 sierpnia 1945)
3. Józef Mager – burmistrz (1 września 1945 – 26 maja 1946)
4. Stanisław Twardowski – burmistrz (27 maja 1946 – czerwiec 1948)
5. Stanisław Selzer (Sokulski) – burmistrz (czerwiec 1948 – czerwiec 1950)
6. Romuald Kaznocha – naczelnik (1 listopada 1973 – 31 maja 1975)
7. Józef Szmańda – naczelnik (9 lipca 1975 – 15 marca 1976)
8. Wojciech Szczęsny – naczelnik (16 marca 1976 – 13 października 1985)
9. Juliusz Żwirek – naczelnik (14 października 1985 – 18 czerwca 1990)

III Rzeczpospolita Polska:
1. Józef Rapcewicz – burmistrz (19 czerwca 1990 – 26 marca 1991)
2. Ryszard Bodziacki (KLD) – burmistrz (26 marca 1991 – 5 lipca 1994)
  - Wiktor Jasiewicz – wiceburmistrz (1991 – 1992)
  - Jan Tokarski – wiceburmistrz (1992 – 1994)
3. Ryszard Bodziacki (UW) – burmistrz (5 lipca 1994 – 1998)
  - Marcin Jabłoński (UW) – zastępca burmistrza (1994 –1998)
4. Stanisław Ciecierski (SLD) – burmistrz (1998-2002[87])
  - Tadeusz Wójtowicz (SLD) – zastępca burmistrza (1998 – 2002)
5. Ryszard Bodziacki (KWW Gmina- Nasz Dom) – burmistrz (2002 – grudzień 2006)
  - Edward Chojka – zastępca burmistrza (2002 – maj 2006)
6. Ryszard Bodziacki (KWW Słubice Razem) – burmistrz (grudzień 2006 – 13 grudnia 2010[88])
  - Marcin Jabłoński (PO) – zastępca burmistrza (25 maja 2006 – 9 maja 2007), następnie starosta słubicki
  - Katarzyna Mintus-Trojan – zastępczyni burmistrza (31 grudnia 2007[89] – 13 grudnia 2010), wcześniej sekretarz gminy
7. Tomasz Ciszewicz (KWW Słubiczanie Razem) – burmistrz (13 grudnia 2010[90][91] – 1 grudnia 2014)
  - Piotr Łuczyński – zastępca burmistrza (od 13 grudnia 2010[92]– 1 grudnia 2014)
8. Tomasz Ciszewicz (KWW Tomasza Ciszewicza) – burmistrz (1 grudnia 2014 – 22 listopada 2018)[93]
  - Roman Siemiński – zastępca burmistrza (15 grudnia 2014 – 1 lutego 2019[94])
9. Mariusz Olejniczak (KWW Mariusza Olejniczaka) – burmistrz (22 listopada 2018 – 7 maja 2024)[95]
  - Adriana Dydyna-Marycka – zastępczyni burmistrza (1 lutego 2019 – 7 maja 2024)
10. Marzena Słodownik (KWW Marzeny Słodownik) – burmistrz (od 7 maja 2024)[96]
  - Tomasz Stefański – zastępca burmistrza (od 7 maja 2024)

### Przewodniczący rady miejskiej
Polska Rzeczpospolita Ludowa:
1. Tadeusz Kowalik (PZPR) – przewodniczący (lipiec 1975 – luty 1978)
2. Grzegorz Śmiech (PZPR) – przewodniczący (luty 1978 – marzec 1981)
  - Henryk Kraszula (PZPR) – wiceprzewodniczący (luty 1978 – marzec 1981)
  - Krystyna Kurpisz (SD) – wiceprzewodnicząca (luty 1978 – marzec 1981)
3. Jan Szymański (SD) – przewodniczący (12 marca 1981 – luty 1982)
4. Henryk Kraszula (PZPR) – przewodniczący (luty 1982 – maj 1990)

III Rzeczpospolita Polska:
1. Leon Timofiejczyk – przewodniczący (7 czerwca 1990 – czerwiec 1992)
2. Waldemar Lewandowski – przewodniczący (sierpień 1992 – lipiec 1994)
3. Aleksander Kozłowski – przewodniczący (5 lipca 1994 – 1998)
  - Stanisław Ciecierski (SLD) – wiceprzewodniczący (5 lipca 1994 – 1998[87]), następnie burmistrz
4. Juliusz Żwirek (SLD) – przewodniczący (1998-2002)
5. Tomasz Ciszewicz (KWW Gmina – Nasz Dom) – przewodniczący (2002 – 26 listopada 2006)
  - Piotr Kiedrowicz (KWW Gmina – Nasz Dom) – wiceprzewodniczący (2002 – 26 listopada 2006)
6. Piotr Kiedrowicz (KWW Słubice Razem) – przewodniczący (27 listopada 2006 – 1 grudnia 2010)
  - Juliusz Żwirek (SLD) – wiceprzewodniczący (2006 – 12 grudnia 2010)
  - Mariusz Olejniczak (PO) – wiceprzewodniczący ds. wsi (2006 – 12 grudnia 2010)
7. Piotr Kiedrowicz (PO) – przewodniczący (2 grudnia 2010[54] – 1 grudnia 2014)
  - Krystyna Baczyńska (bezpartyjna) – wiceprzewodnicząca (13 grudnia 2010 – 1 grudnia 2014)
  - Mariusz Olejniczak (PO) – wiceprzewodniczący ds. wsi (13 grudnia 2010 – 1 grudnia 2014)
8. Mariusz Olejniczak (KWW Tomasza Ciszewicza) – przewodniczący (1 grudnia 2014 – 22 listopada 2018[93])
  - Maria Skalniak (KWW Tomasza Ciszewicza) – wiceprzewodnicząca (1 grudnia 2014 – 22 listopada 2018)
  - Jarosław Sadowski (KWW Tomasza Ciszewicza) – wiceprzewodniczący (1 grudnia 2014 – 22 listopada 2018)
9. Grzegorz Cholewczyński (KWW Mariusza Olejniczaka) – przewodniczący (od 22 listopada 2018[97])
  - Piotr Gołdyn (KWW Mariusza Olejniczaka) – wiceprzewodniczący (22 listopada 2018 – 28 maja 2020[98][99])
  - Ewa Guzik (KWW Mariusza Olejniczaka) – wiceprzewodnicząca ds. wsi (od 22 listopada 2018[100])
  - Maria Skalniak (KWW Mariusza Olejniczaka) – wiceprzewodnicząca (od 25 czerwca 2020[101])

## Współpraca międzynarodowa

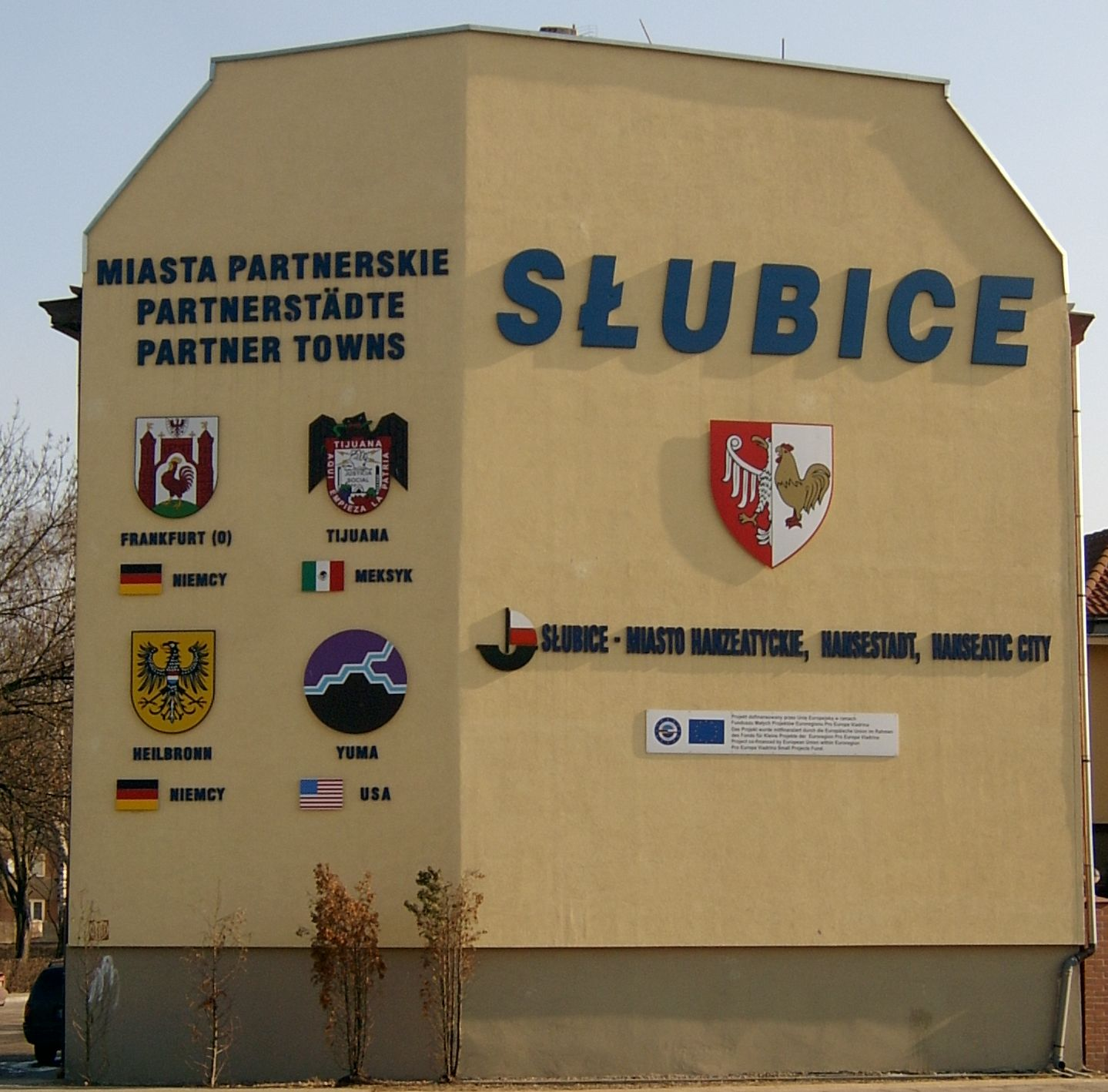
Miasta partnerskie Słubic – ściana jednego z budynków widziana od strony Al. Młodzieży Polskiej (2006). W zestawieniu brakuje Kłecka, Lubusza, Szostki i Elektrenów

| Miasto             | Kraj              | Uchwała Rady Miejskiej | Data podpisania umowy  |
| ------------------ | ----------------- | ---------------------- | ---------------------- |
| Frankfurt nad Odrą | Niemcy            | 1975/ 2 lutego 1989    | 1975/ 16 kwietnia 1991 |
| Kłecko             | Polska            | –                      | –                      |
| Heilbronn          | Niemcy            | ?                      | 5 lipca 1998           |
| Tijuana            | Meksyk            | 1998                   | –                      |
| Yuma               | Stany Zjednoczone | 2000                   | –                      |
| Lubusz             | Niemcy            | 22 grudnia 2003        | ?                      |
| Szostka            | Ukraina           | 2 października 2008    | 17 października 2008   |
| Elektreny          | Litwa             | 17 czerwca 2009        | 19 maja 2010           |

## Oficjalne wizyty państwowe w Słubicach
- 24 czerwca 1972: I sekretarz KC PZPR Edward Gierek, premier PRL Piotr Jaroszewicz, I sekretarz KC SED Erich Honecker, premier NRD Willi Stoph[105][106]
- 8 listopada 1990: premier RP Tadeusz Mazowiecki, kanclerz RFN Helmut Kohl[107][108]
- 16 sierpnia 1996: premier RP Włodzimierz Cimoszewicz[109]
- 4 grudnia 1997: premier RP Jerzy Buzek, kanclerz RFN Helmut Kohl[109]
- 10 czerwca 1998: minister edukacji narodowej RP Mirosław Handke, minister ds. młodzieży RFN Claudia Nolte
- 1 września 1999: prezydent RP Aleksander Kwaśniewski, prezydent RFN Johannes Rau[110]
- 30 kwietnia/ 1 maja 2004: minister spraw zagranicznych RP Włodzimierz Cimoszewicz, minister spraw zagranicznych RFN Joschka Fischer[111]
- 18 października 2004: marszałek Sejmu RP Józef Oleksy, przewodniczący Bundestagu Wolfgang Thierse[112]
- 3 listopada 2010: minister spraw zagranicznych RP Radosław Sikorski, minister spraw zagranicznych RFN Guido Westerwelle[109]
- 28 października 2011: przewodniczący Parlamentu Europejskiego Jerzy Buzek[109][113]
- 18 października 2013: prezydent RP Bronisław Komorowski, prezydent RFN Joachim Gauck[109][114]
- 6 lutego 2019: minister rodziny, pracy i polityki społecznej Elżbieta Rafalska[115]
- 8 kwietnia 2019: prezydent RP Andrzej Duda[116][117]
- 12 maja 2023: marszałek Senatu RP prof. Tomasz Grodzki[118]
- 7 czerwca 2023: minister klimatu i środowiska RP Anna Moskwa, minister środowiska RFN Steffi Lemke[119]
- 1 maja 2024: minister spraw zagranicznych RP Radosław Sikorski, minister spraw zagranicznych RFN Annalena Baerbock[120]

## Wyróżnieni przez władze Słubic

### Honorowi obywatele miasta
Osoby wyróżnione tytułem „Honorowy Obywatel Słubic”, alfabetycznie:
- Stefan Chmielewski (7.12.2005, pionier powojennych Słubic i społecznik)
- Stanisław Ciecierski (26.10.2006 pośmiertnie, burmistrz Słubic 1998–2002)[54]
- Łukasz Fabiański (27.04.2017, bramkarz reprezentacji Polski, wychowanek Polonii Słubice)[121]
- prof. Jerzy Fedorowski (7.12.2005, rektor UAM 1990–1996)
- s. Zofia Góras (29.11.2001, zakonnica ze Zgromadzenia Sióstr Miłosierdzia św. Wincentego a Paulo)
- prof. Stefan Jurga (7.12.2005, rektor UAM 1996–2002)
- prof. Stanisław Lorenc (7.12.2005, rektor UAM 2002–2008)
- Tadeusz Mazowiecki (2010, pierwszy premier III RP)[54]
- Krystyna Moczydłowska (20.03.2014 pośmiertnie, społeczniczka Polskiego Towarzystwa Walki z Kalectwem)
- Martin Patzelt (2010, nadburmistrz Frankfurtu nad Odrą 2002–2010)
- prof. Waldemar Pfeiffer (7.12.2005, 1991–1995 pełnomocnik MEN ds. Europejskiego Uniwersytetu Viadrina we Frankfurcie nad Odrą i Collegium Polonicum w Słubicach)
- Henryk Rączkowski (2014, wieloletni prezes Polsko-Niemieckiej Akademii Seniorów),
- prof. Gesine Schwan (2008, rektor Europejskiego Uniwersytetu Viadrina 1999–2008)
- Weronika Sebastianowicz (29.11.2012, przewodnicząca Stowarzyszenia Żołnierzy AK na Białorusi)[122]
- prof. Jerzy Siepak (7.12.2005, od 1995 pełnomocnik rektora UAM ds. Collegium Polonicum w Słubicach)
- prof. Stanisław Wachowiak (27.04.2017, kanclerz UAM)

### Ambasadorowie Słubic
Osoby wyróżnione tytułem „Ambasador Słubic”, alfabetycznie:
- Klaus Baldauf (2010, urzędnik ratusza we Frankfurcie nad Odrą ds. współpracy międzynarodowej),
- Paweł Czapiewski (2005, lekkoatleta, medalista mistrzostw świata, przedstawiciel LKS „Lubusz” Słubice),
- Łukasz Fabiański (2006, piłkarz nożny, uczestnik mistrzostw świata),
- ks. Andrzej Gerej CM (2014, proboszcz parafii Najświętszej Maryi Panny Królowej Polski 2004–2013),
- Bettina Horn (2010, urzędniczka ratusza we Frankfurcie nad Odrą ds. współpracy międzynarodowej),
- Grupa Odyseusze oraz jej trenerzy (2008, mistrzowie świata w Odysei Umysłów),
- Marcin Kiedrowicz (2014, informatyk, wydawca Słubickiego Portalu Informacyjnego Słubice24.pl),
- Torsten Kleefeld (27.04.2017, nauczyciel, dyrektor Miejskiego Gimnazjum im. Karola Libknechta we Frankfurcie nad Odrą),
- Mariusz Konopka (2014, filmowiec, prezes „Horyzont” Telewizja Słubice Sp. z o.o.),
- Michael Kurzwelly (2010, artysta plastyk, pomysłodawca Słubfurtu)
- Marcin Lewandowski (2008, lekkoatleta, medalista mistrzostw świata),
- Anna Panek-Kusz (2014, działaczka kultury, kuratorka Galerii „Okno”),
- prof. Tadeusz Wallas (2009, nauczyciel akademicki Uniwersytetu im. Adama Mickiewicza w Poznaniu).

### Medal za zasługi dla Gminy Słubice
- Henryk Rączkowski (2012, wieloletni prezes Polsko-Niemieckiej Akademii Seniorów),
- ks. kanonik Józef Zadworny (2014, proboszcz Parafii Ducha Świętego 1988–2016).